# Spitze (Stoff)

Rubens: Selbstbildnis mit seiner Ehefrau, 1609/10

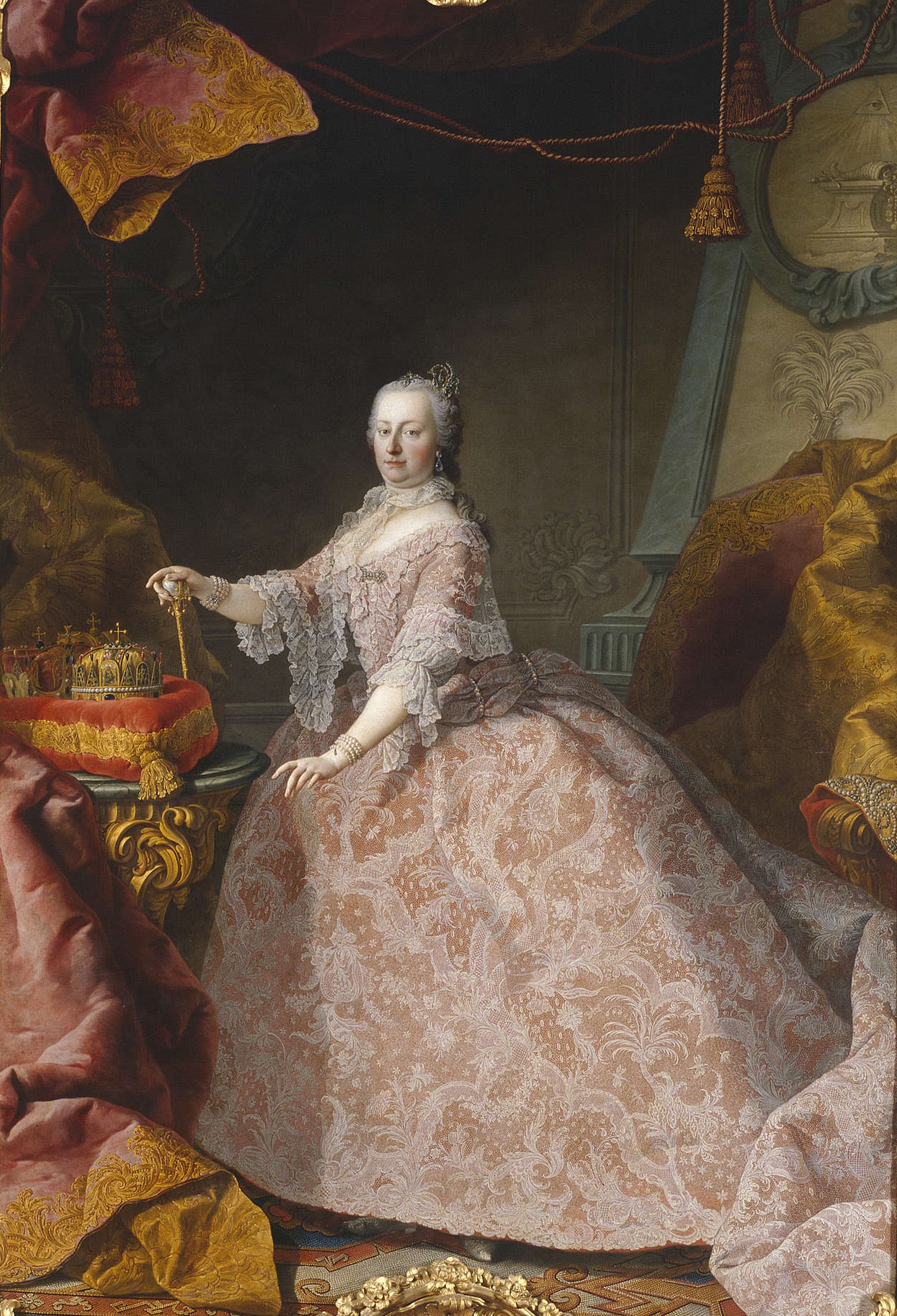
Maria Theresia in einem Kleid aus Brabanter Klöppelspitze (Gemälde von Martin van Meytens, um 1752)

Im Zusammenhang mit Textilien und Kleidung ist Spitze ein Sammelbegriff für sehr unterschiedliche dekorative Elemente, die nur aus Garn oder aus Garn und Stoff bestehen. Allen Erscheinungsformen der Spitze ist gemeinsam, dass sie durchbrochen sind, d. h., zwischen den Fäden werden Löcher unterschiedlicher Größe gebildet, so dass sich ein Muster ergibt. Daher ist z. B. ein nur mit einem Motiv bestickter Stoff keine Spitze.
Das Wort Spitze leitet sich vom althochdeutsch spizza, spizzi, mittelhochdeutsch spitze ab, was „Garngeflecht“ bzw. „in Zacken auslaufende Borte“ bedeutet.
Meistens wurden und werden Spitzen als Randverzierung an Kleidungsstücken verwendet; es gibt aber auch „entre-deux-Spitzen“ als Einsatz zwischen zwei Stoffstücken, flächige Spitzenstoffe (sog. Plains) und vor allem seit Ende des 19. Jahrhunderts eigenständige, von Kleidung unabhängige Objekte aus Spitze, z. B. als Fensterdekoration wie Macramés, Florentiner oder als Tischwäsche.
Heute werden Spitzen für die Bekleidung hauptsächlich für Dessous, Nachtwäsche, Damenoberbekleidung, Brautkleider und Trachten verwendet. Außerdem findet Spitze Verwendung bei der Fertigung von Tischwäsche, Gardinen und liturgischen Gewändern. Die Region um Plauen bildet das deutsche Zentrum maschinengestickter Spitze (siehe Plauener Spitze), während die Region um St. Gallen als Schweizer Textilzentrum gilt (siehe St. Galler Spitze).
Es werden zwei Arten von echten Spitzen unterschieden: die Nadelspitze und die Klöppelspitze. Technisch gesehen hat sich die Nadelspitze aus der Durchbrucharbeit entwickelt, die Klöppelspitze aus dem Geflecht.
Die Herstellung von Spitze wurde sowohl für Kroatien und Zypern als auch für Frankreich als immaterielles Kulturerbe der Menschheit anerkannt.

## Geschichte

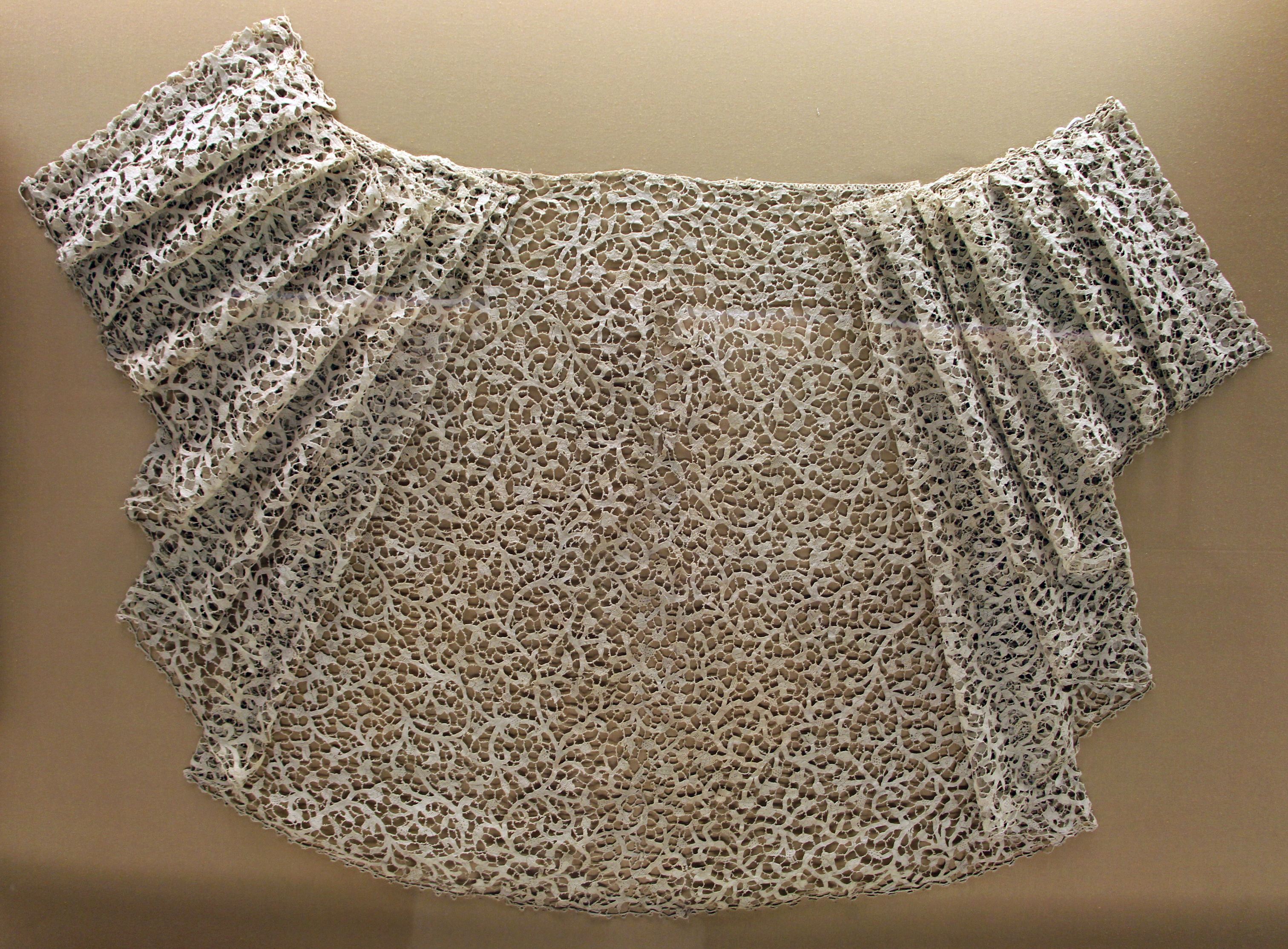
Venezianische Spitze, 1690–1710

Die ersten Nadelspitzen (Reticella) wurden im 15. Jahrhundert in Norditalien gefertigt und erlangten im Verlauf des 16. Jahrhunderts weite Verbreitung. Im 17. Jahrhundert entwickelte sich daraus die Nadelspitzen-Technik, die zunächst in Venedig und Mailand gepflegt wurde. Spitzen wurden an Ärmelmanschetten angesetzt und dienten als Kragen für Männer und Frauen. Der aufwendigen Herstellung wegen waren Nadelspitzen so extrem teuer, dass nur die Reichsten sie sich leisten konnten. Ihre Beliebtheit beim französischen Adel sorgte für einen beträchtlichen Kapitaltransfer nach Italien, dem Ludwig XIV. dadurch gegensteuerte, dass er die Spitzenherstellung in Frankreich förderte.

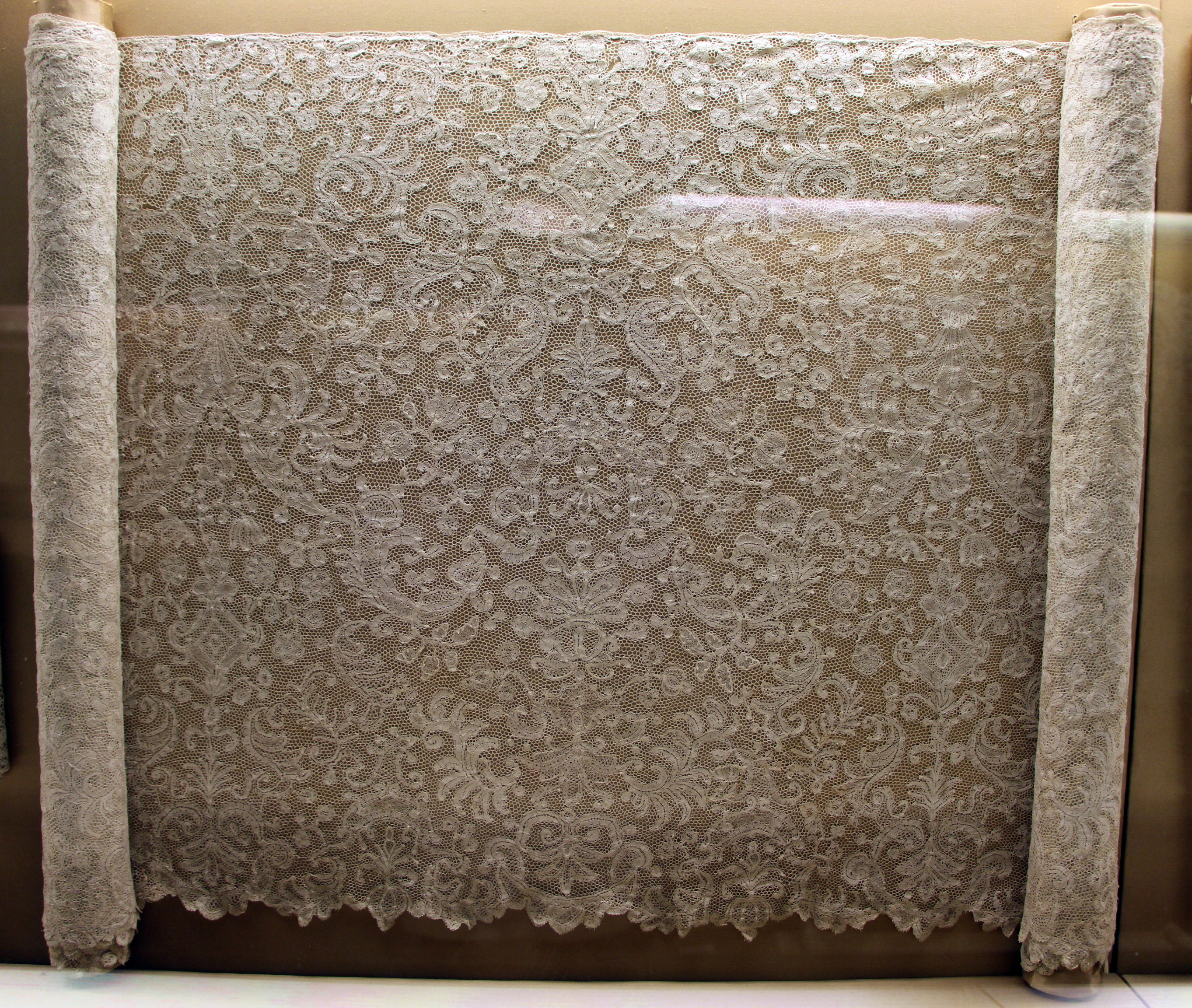
Italienische Spitze auf Tüllgrund, 1700–1710

Um 1700–1710 löste die billigere, weil schnellere Klöppeltechnik die Nadelspitze weitgehend ab. Waren die Spitzen anfangs noch dicht gemustert, setzte sich im Verlauf des Jahrhunderts der Tüllgrund mit eingearbeitetem oder appliziertem Muster immer mehr durch. Tüllgrundspitzen waren noch einmal schneller und billiger herzustellen als dicht gemusterte, so dass gegen Ende des 18. Jahrhunderts sich auch weniger wohlhabende Bürger Spitze zum Sonntagsstaat leisten konnten.
Anfang bis Mitte des 19. Jahrhunderts entstand die Häkeltechnik, die in Irland von Heimarbeiterinnen zu höchster Vollendung entwickelt wurde. Occhispitze, die etwa zur gleichen Zeit entstand, spielte nur als häusliche Freizeitbeschäftigung eine Rolle.
Ab Anfang des 20. Jahrhunderts konnte man Klöppelspitze und Lochspitze auch maschinell fertigen, so dass die traditionellen Spitzentechniken vom Aussterben bedroht waren. Breitere Verwendung besitzen heute praktisch nur noch maschinell gefertigte Spitzen in Form maschineller Bohrspitze (Lochspitze), maschinengestickte Tüllspitze, Ätzspitze oder die gröbere Macramé-Spitze.
Die einst hohe ökonomische Bedeutung handgefertigter Spitze existiert heute praktisch nicht mehr. Von wenigen Spezialanfertigungen im Tourismus‑, Museums‑, Schul‑, Schmuck‑ und Kunstbereich erfolgt die Produktion handgefertigter Spitze heute fast ausschließlich als Freizeittätigkeit durch Laien. Die Weitergabe der teils äußerst komplizierten Herstellungstechniken erfolgt dabei – zumeist ehrenamtlich – in speziellen Vereinen, Schulen und Kursen verschiedener Bildungseinrichtungen und Museen, neuerdings auch vermehrt via sozialer Medien. Dennoch sind insbesondere komplexere und nur mit extrem hohem zeitlichen Aufwand zu erlernende und herzustellende Formen der Nadel- und Kombinationsspitze, wie Point de Venise oder Duchessespitze, akut vom Aussterben bedroht.

## Arten von Spitze/Stickerei (Auswahl)

### Handgearbeitete Spitze

#### Punto a groppo

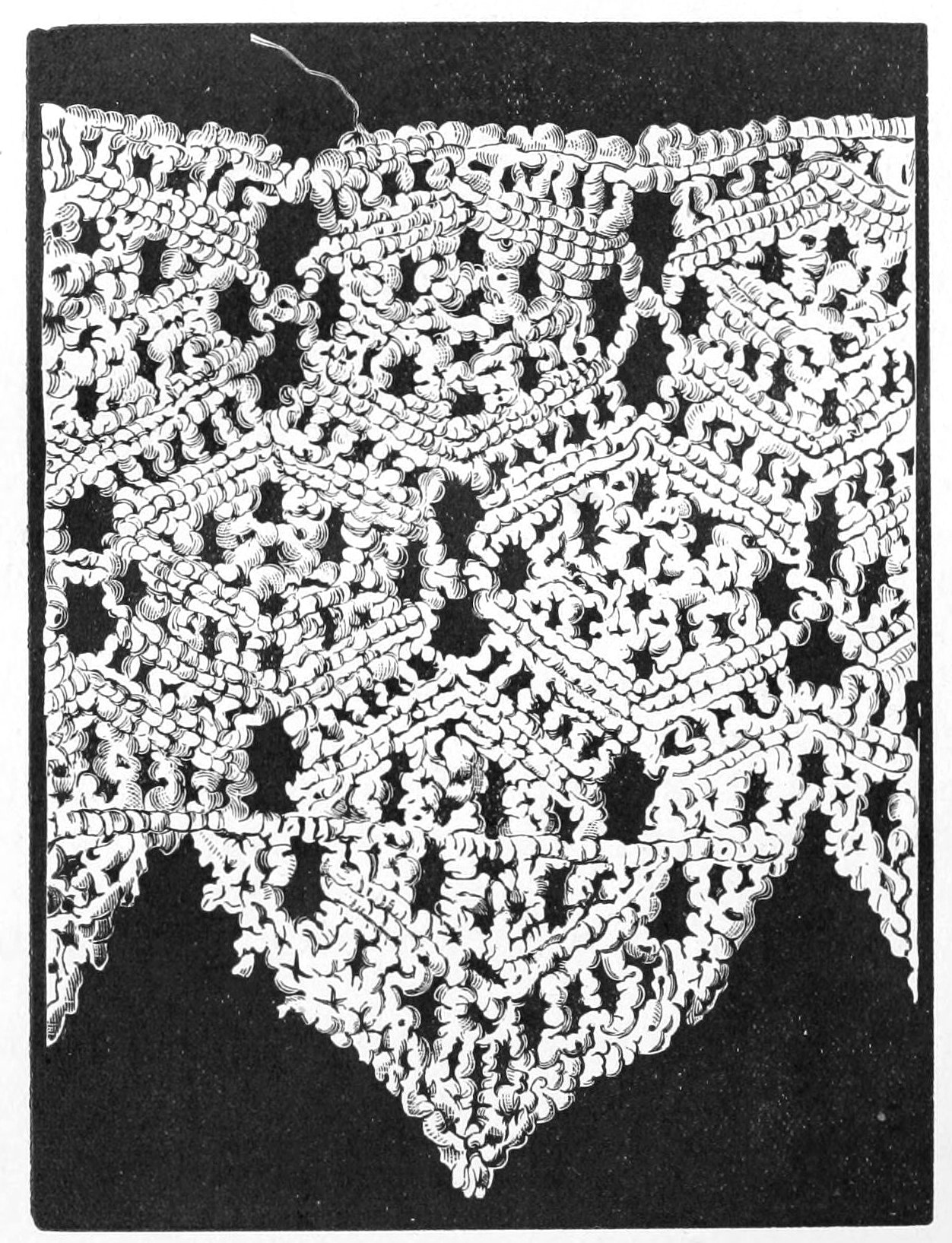
Punto a groppo

Der Terminus Punto a groppo (wörtlich: „Knotenstich“; Schreibweise gelegentlich auch gruppo, gropo, gropari) bezeichnet eine Form von Spitze, die in Italien in der Zeit vom 15. bis 17. Jahrhundert verbreitet war. Im späten 19. Jahrhundert haben einige Autoren auf die Ähnlichkeit der Technik zu Makramee hingewiesen. Während Makramee mit bloßen Händen geknüpft wird, kam beim Punto a groppo wahrscheinlich aber eine Nadel zum Einsatz; auch erzeugen beide Techniken charakteristische Erscheinungsbilder, die bei ausreichend gut erhaltenen Arbeitsproben leicht voneinander unterschieden werden können.
Punto a groppo war eine hoch entwickelte Technik und wurde insbesondere bei der Anfertigung liturgischer Gewänder und anderer liturgischer Textilien eingesetzt. Für die Verwendung in weltlicher Kleidung etwa war diese Spitze zu grob.
Als Ausgangspunkt der Entwicklung gilt der Osten Europas (Byzanz). In der zweiten Hälfte des 15. Jahrhunderts – generell einer Zeit der Wiederbelebung mittelalterlicher Spitze – erscheinen an Textilien geknüpfte Spitzenränder aus Leinen‑, Seiden‑, Gold- oder Silberfäden, die in Quasten enden. Als ältester Beleg für die Existenz von Punto de groppo gilt ein Eintrag im Sforza-Inventar von 1493. Giovanni Antonio Taglientes Werk Essempio di recammi (1515) gilt als die erste gedruckte Sammlung von Handarbeitsmustern, die auch Punto de groppo berücksichtigen. 1548 folgte der von Mathio Pagan in Venedig publizierte Specchio di Pensieri. Die Technik scheint insgesamt aber wenig verbreitet gewesen zu sein, nur wenige Arbeitsproben sind überliefert. Als Zeitraum des Höhepunkts galten die Jahre von 1550 bis 1620 und als Zentren die Romagna, Genua, Neapel, Sizilien und die Ionischen Inseln.
Der Bedeutungsverlust des Punto a groppo fiel zusammen mit dem Aufstieg anderer Techniken, besonders der Klöppel- und der Reticellaspitze. Während andere Techniken der Anfertigung von Spitze nach 1600 aus Italien nach Frankreich und in die Niederlande gelangten, finden sich Beispiele für Knüpfspitze in den folgenden Jahrhunderten zunächst ausschließlich in Italien.
Es wird vermutet, dass Puncetto eine Weiterentwicklung von Punto a groppo darstellt. Puncetto ist eine Spitze, die im 19. und 20. Jahrhundert in der Toskana gefertigt wurde und in der Textur leichter als Punto a groppo war.

#### Reticella
Die sehr wahrscheinlich aus der Durchbruchstickerei (ital. punto tagliato, franz. point coupé) entstandene Reticella (auch Reticello; „Netzchen“, von italienisch rete ‚Netz‘) ist ein der ältesten Formen der Nadelspitze; die meisten anderen Nadelspitzen haben sich aus ihr entwickelt. Sie ist relativ simpel und für andere Techniken grundlegend, sodass sie als gute Einstiegstechnik für Interessierte gilt, die Nadelspitze entweder erlernen oder studieren wollen. Weil sie oft nicht auf Pergament, sondern als Durchbrucharbeit (punto tagliato) gefertigt wird, gilt sie in der Fachliteratur nicht als Spitze im eigentlichen Sinne, sondern als Übergangsform zwischen Durchbruchstickerei und Spitze.
Die Bezeichnung Reticella lässt sich in Italien seit 1591 nachweisen. Die Technik selbst erscheint dort unter anderem in Musterbüchern von Matteo Pagano (1554), Cesare Vecellio (1591), Giacomo Franco (1596) und Isabella Parasole (1597). Pagano verwendete 1554 noch die Bezeichnung rete.
Als wichtigste Quelle für die Einzelheiten der Reticellatechnik gilt das 1890 publizierte Vorlagenbuch Needle-made laces der österreichischen Textilexpertin Thérèse de Dillmont. Als eine Art Gerüst, das als Basis für die Füllstiche dient, werden bei der Reticella Gründungsfäden (sogenannte „Stege“, fils de trace) benötigt. Diese Stege werden entweder auf einem Stück Pergament gestochen, auf dem das Muster aufgezeichnet ist, oder auf einem leinwandbindig gewebten baumwollenen oder leinenen Stoff, aus dem nach dem Setzen der Stege ein großer Teil der Kett- und Schussfäden so herausgezogen wird, dass offene Felder entstehen („doppelter Durchbruch“; doppelt deshalb, weil Kett- und Schussfäden entfernt werden).
Bei beiden Methoden werden die Stege dann mit verschiedenen Varianten von Schling-, Wirbel- und Webstichen umstickt und verbunden. Bei der Pergamentmethode müssen die einzelnen Werkstücke später zusammengenäht werden. Bei der Durchbruchmethode entfällt dieser Schritt; die britische Textilhistorikerin Doris Campbell Preston gab 1938 dieser Methode, die sie für weniger arbeitsaufwendig und auch für authentischer hielt, den Vorzug. Auch in anderen Quellen wird die Durchbruchmethode als die einzig authentische bezeichnet.
Als Muster finden sich fast ausschließlich abstrakte geometrische Formen.

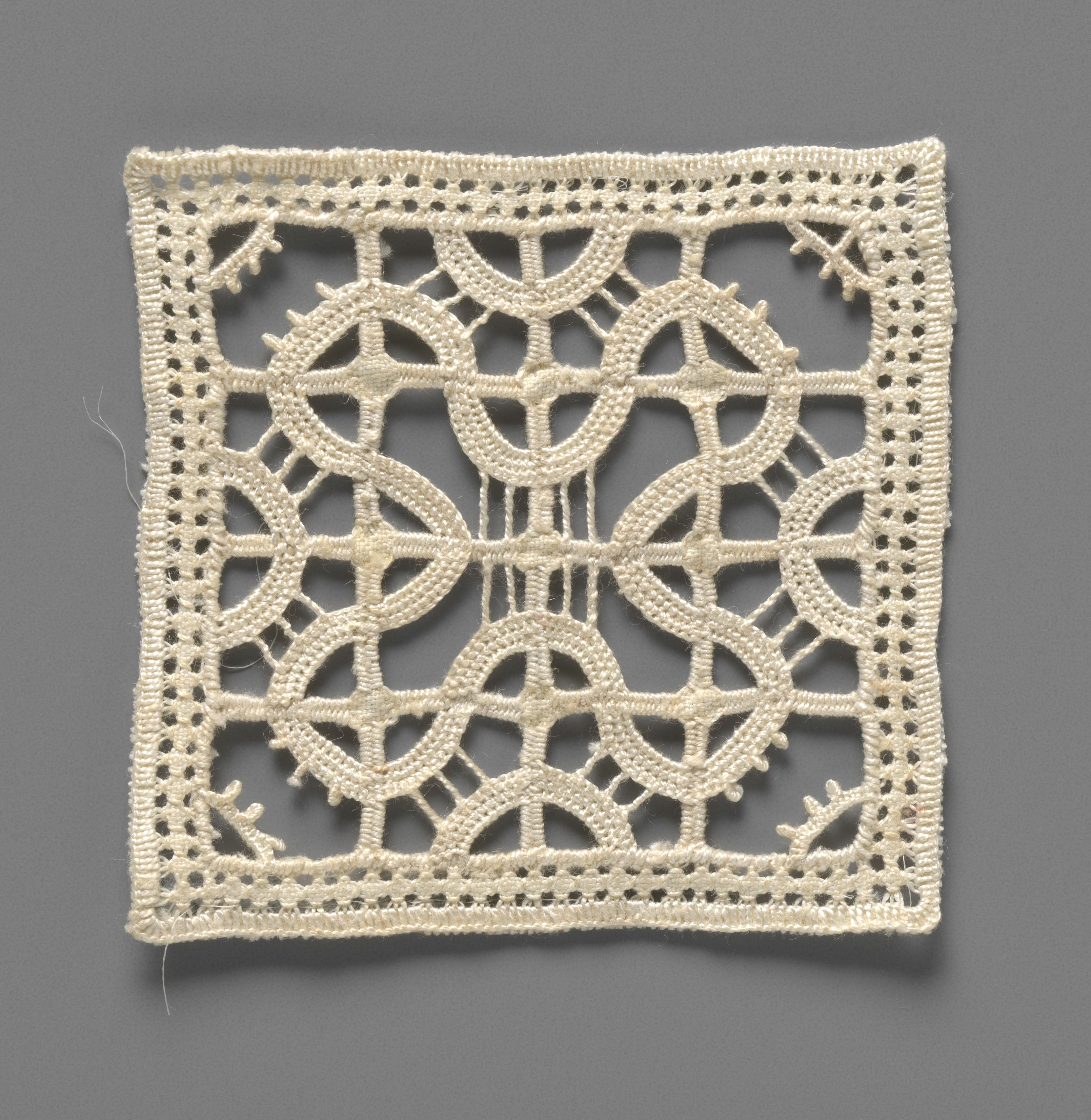
Charakteristisch für Reticella sind abstrakte geometrische Muster …
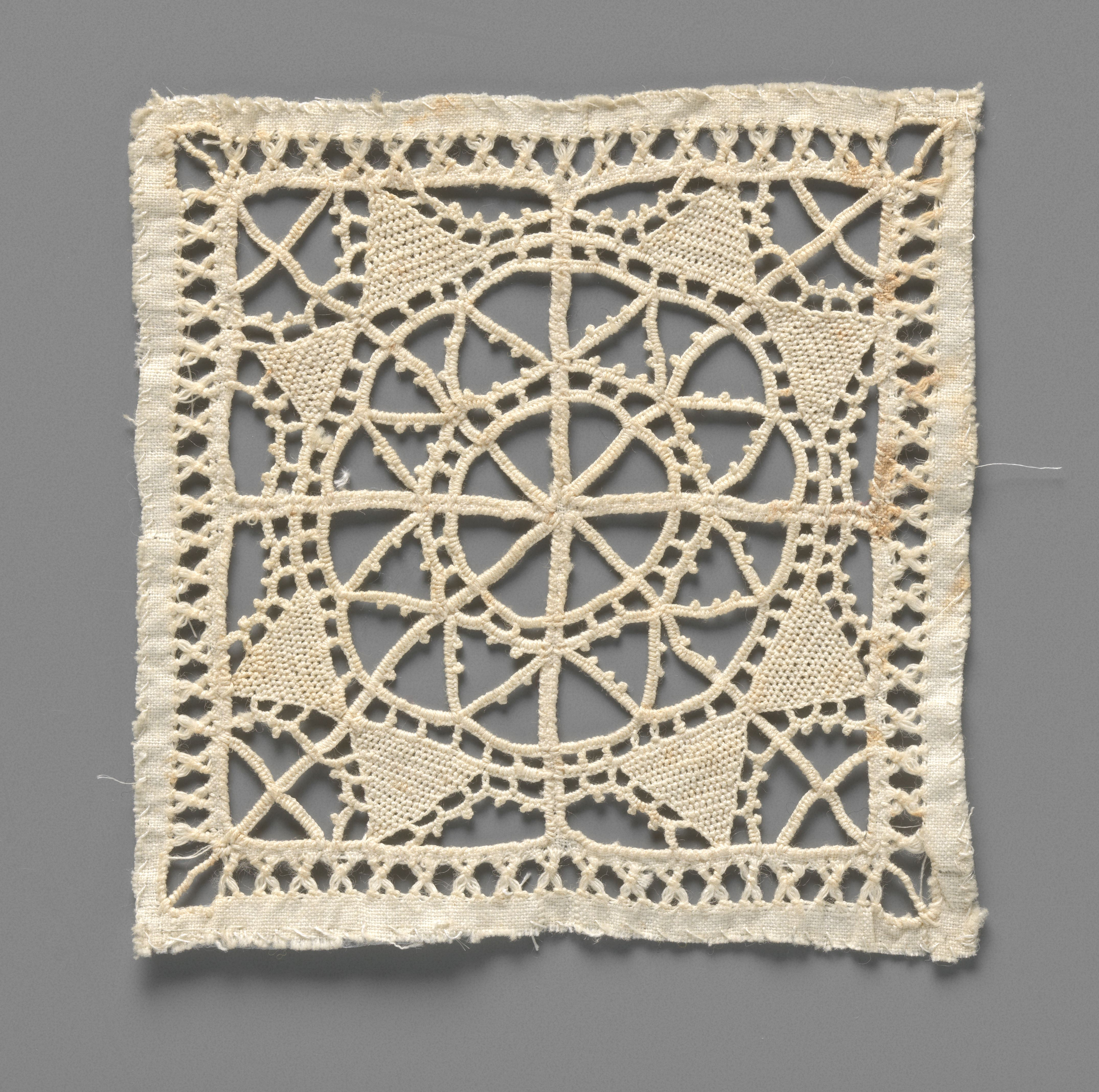
… und die modular verwendete quadratische Form.
Reticella-Quadrate im Verbund
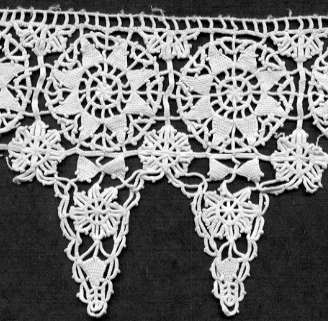
Reticella mit Punto-in-aria-Rand
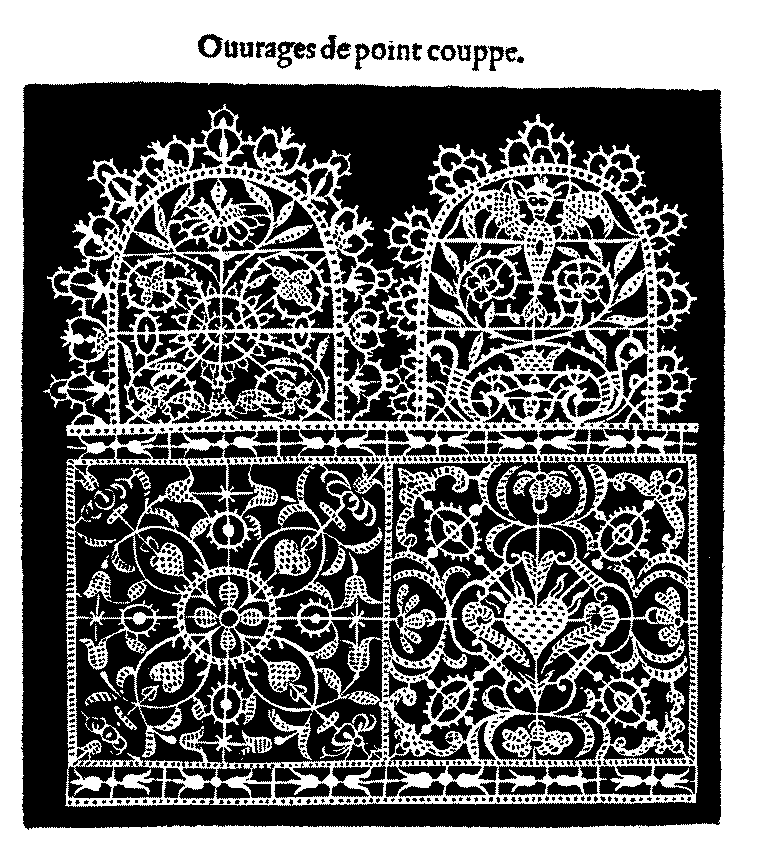
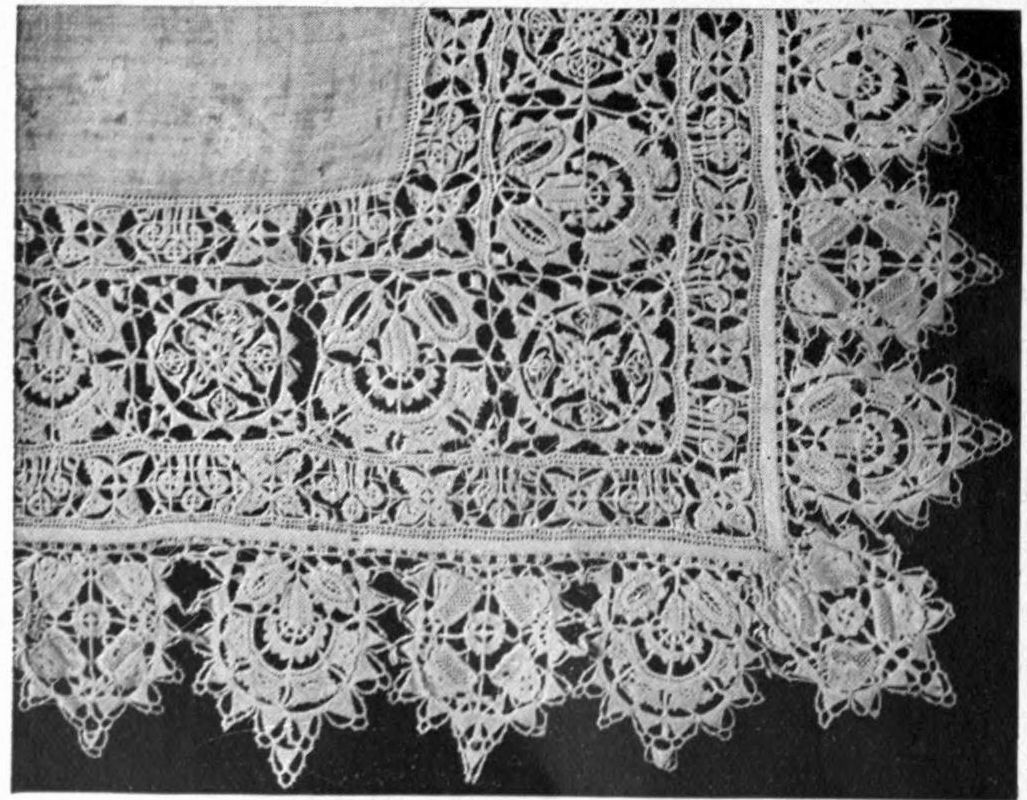
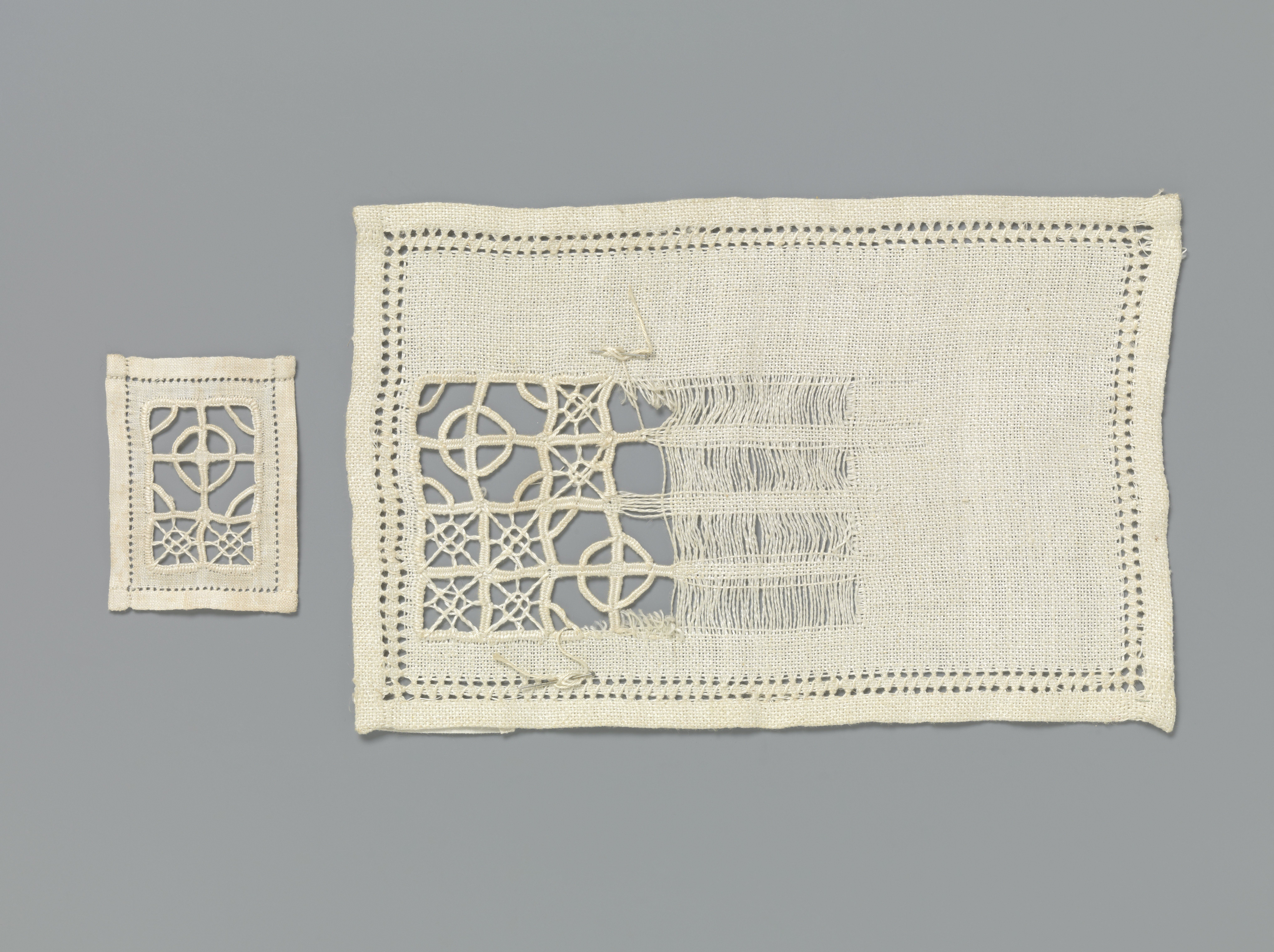
Die Quadrate können wahlweise in Leinwandgewebe …
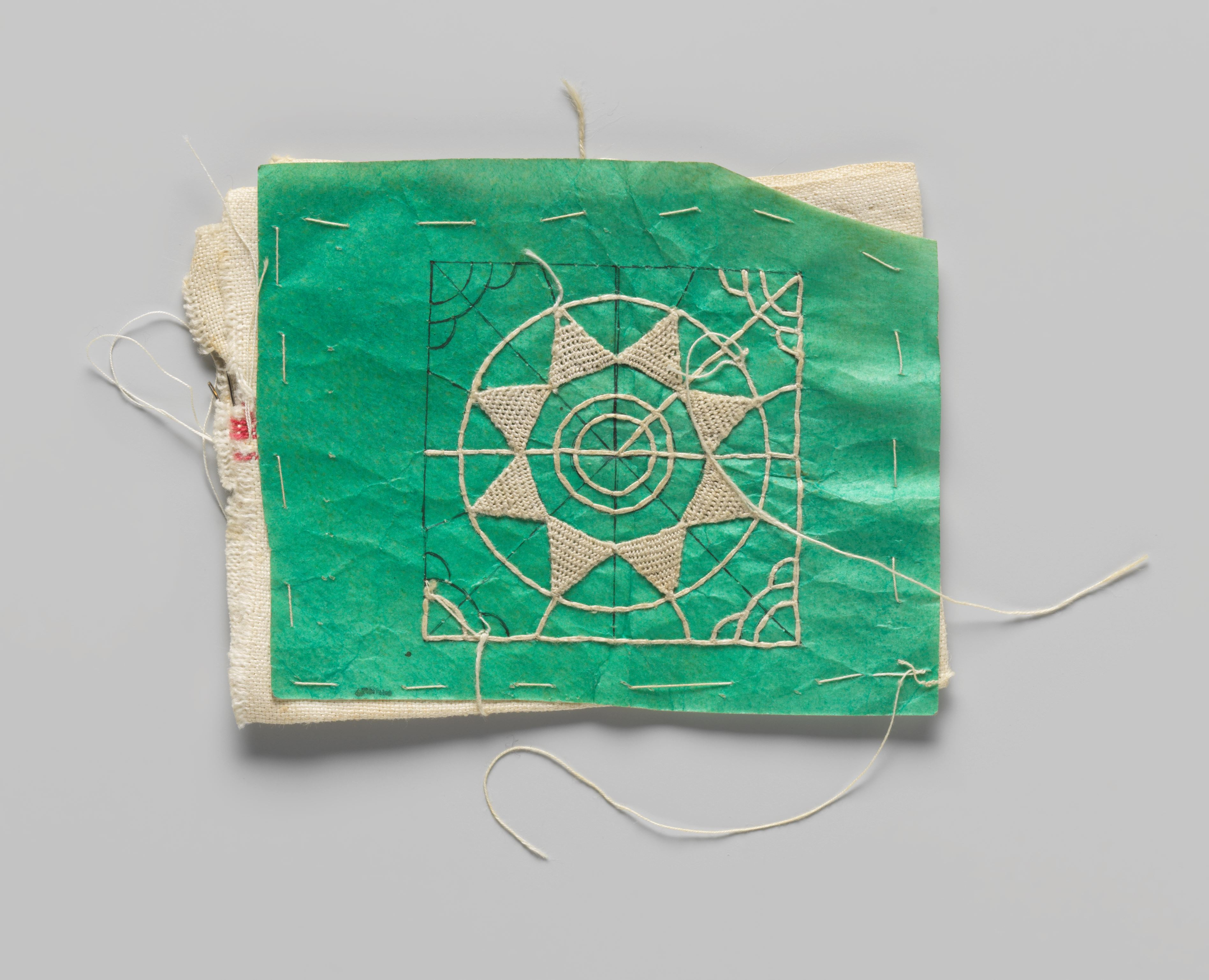
… oder direkt auf der Papiervorlage gearbeitet werden.
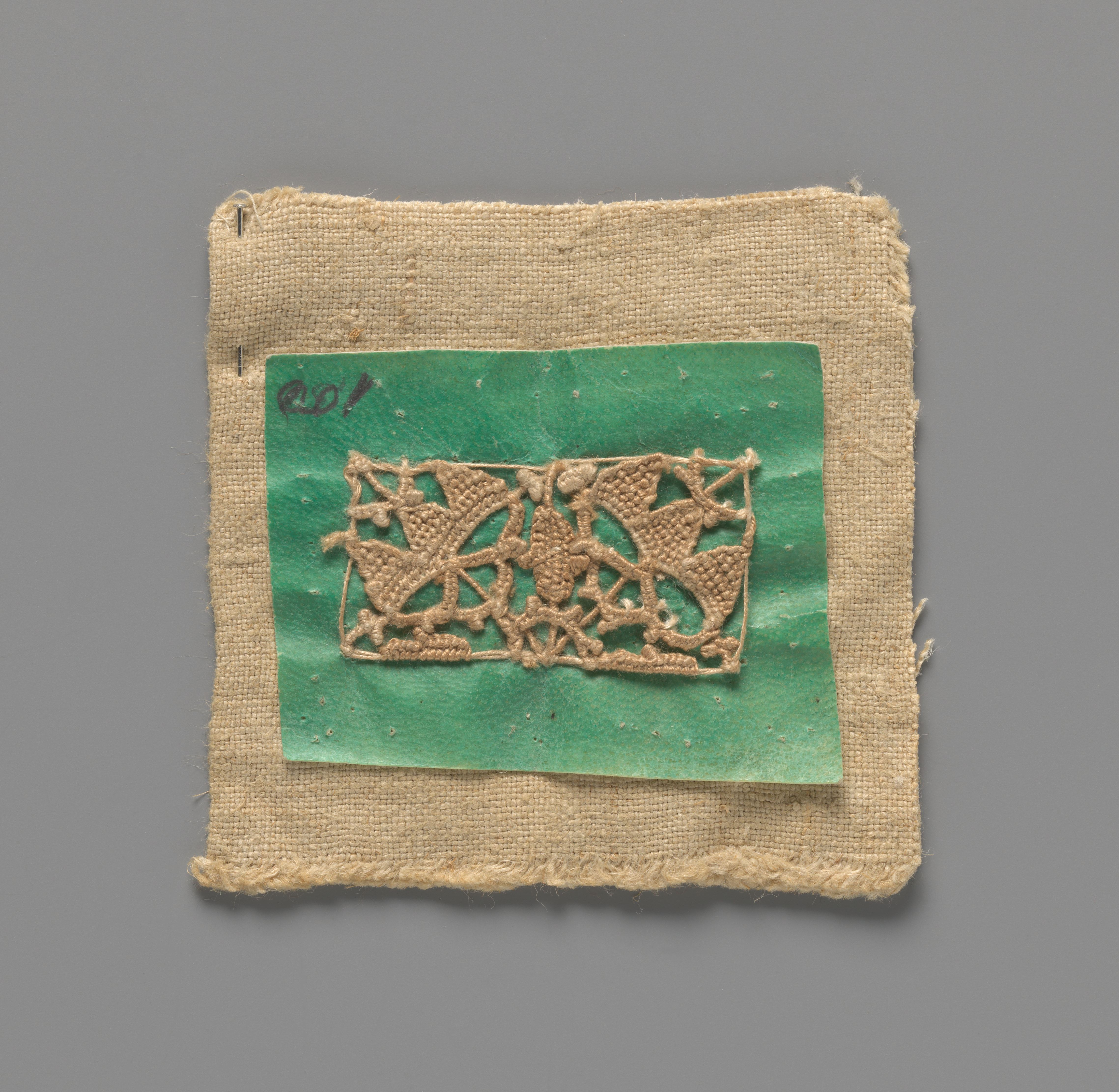
Im letzteren Fall müssen sie zusammengenäht werden.
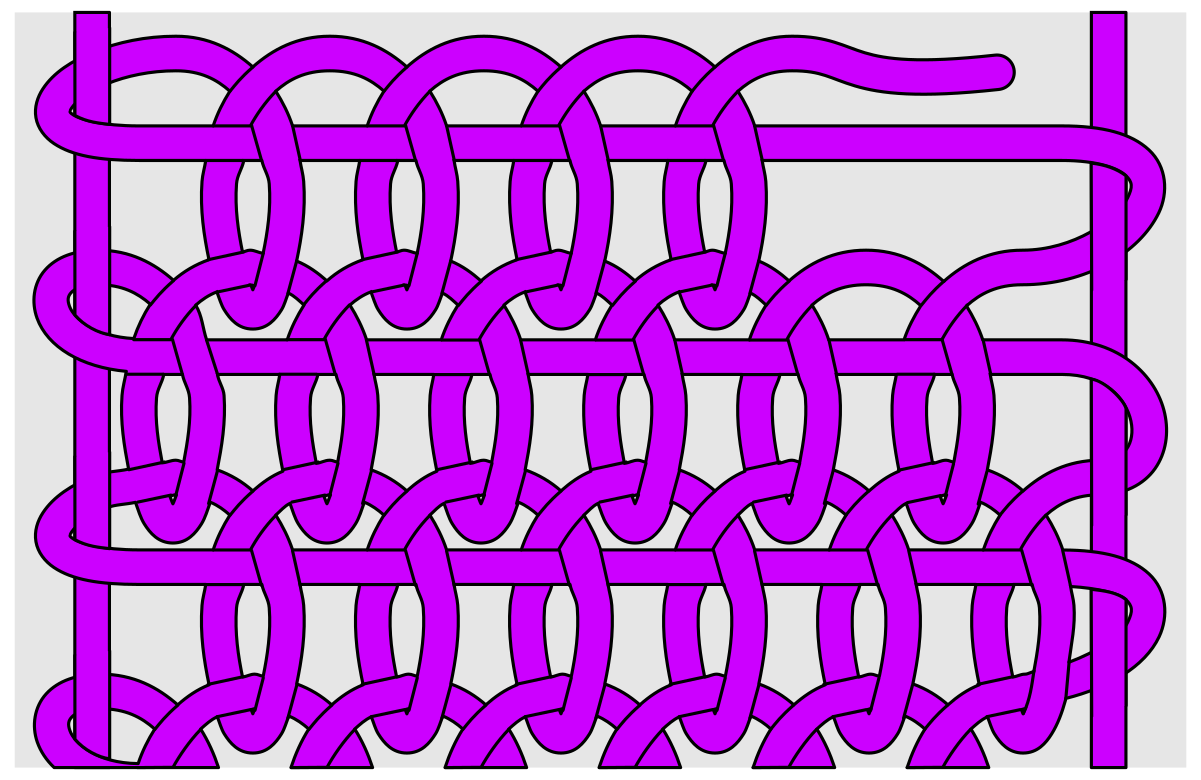
Beispiele für einen Schlingstich, …
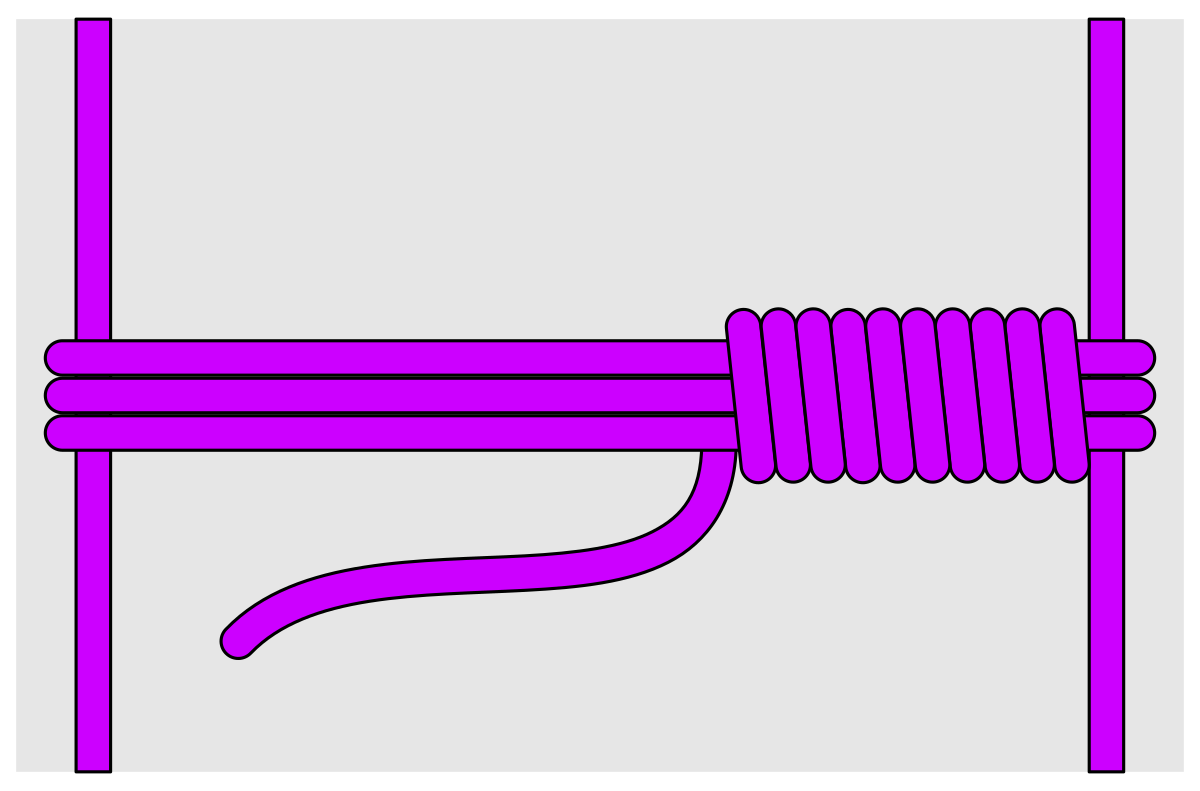
… einen Wirbelstich …
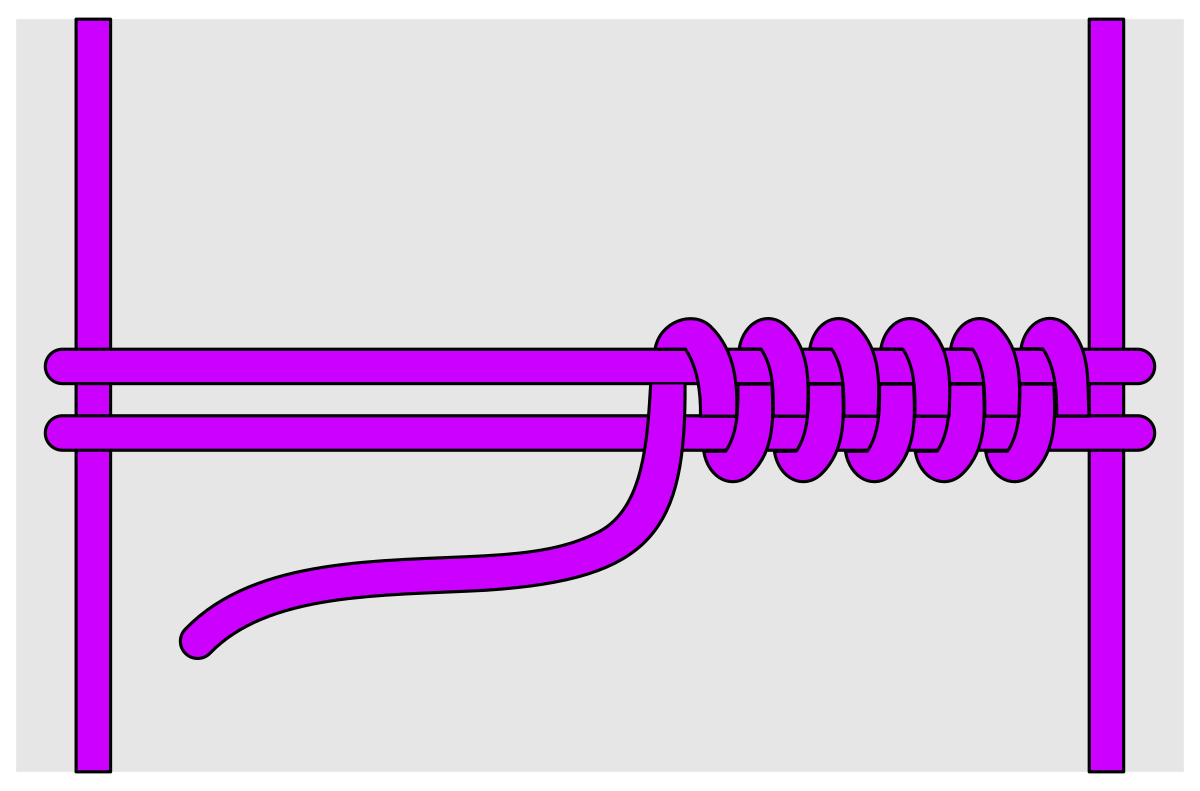
… und einen Webstich

Die letzte Entwicklungsstufe der Reticella war das punto in aria („Stich in der Luft“), eine Technik, bei der keine Stoffgrundlage mehr verwendet wurde, sodass die Spitze aus der bis dahin vorgegebenen quadratischen Form befreit war. Vom 17. Jahrhundert an wurde die Reticella durch Techniken wie die Venezianische, die Burano- und die Alençonspitze vollständig verdrängt; danach erschien sie – nun oft als „griechische“ oder „spanische“ Spitze bezeichnet – ein weiteres Mal im 19. Jahrhundert, als eine neue gesellschaftliche Mittelklasse nach bezahlbarer Spitze verlangte.

#### Nadelspitze (französisch:Guipure)
Nadelspitzen sind die vom Arbeitsaufwand her anspruchsvollsten Spitzen. Ihre Herstellung erfordert jahrelange Übung, gute Augen, hochwertiges Garn, viel Licht, eine ruhige Hand und sehr viel Zeit und Geduld.
Die Herstellung von Nadelspitze erfolgt in mehreren Schritten:
Zunächst wird auf einen Karton, Pergament oder Papier das spätere Muster gezeichnet.
In einem zweiten Schritt wird der Rand dieses Kartons dann auf einen in mehrere Lagen gelegten Leinen- oder Baumwollstoff geheftet, so dass eine stabile, aber biegsame und leicht nachgiebige Unterlage entsteht.
In einem dritten Schritt werden auf der Vorderseite des Kartons über der Musterzeichnung die Trassierfäden mit Überfangstichen befestigt, die durch Karton und Stoffschichten führen. Da die Überfangstiche später wieder entfernt werden müssen, werden sie häufig in einem etwas dünneren, andersfarbigen Garn ausgeführt. Die Trassierfäden bilden später das Gerüst der Spitze.
In einem vierten Schritt wird dieses Grundgerüst aus Trassierfäden dann in Knopflochstich umstickt. Danach werden in einem fünften Schritt weitere Verbindungsfäden gezogen und die Flächen dazwischen mit ebenfalls aus dem Knopflochstich abgeleiteten Füllstichen ausgefüllt.
In einem sechsten Schritt können dann auf Teile des Grundgitters zusätzliche Trassierfäden gelegt und umstickt oder ganze zusätzliche Lagen von Spitze angearbeitet werden, wodurch eine reliefierte oder sogar dreidimensionale Oberfläche erreicht wird.
In einem siebten Schritt werden die anfangs um die Tressierfäden gelegten Fassstiche rückseitig aufgeschnitten.
Danach werden Papier- und Stofflagen entfernt und in einem letzten Schritt die Reste der Fassstiche sorgfältig herausgezupft.
Eventuell kann die fertige Nadelspitze nun auch noch zusätzlich bestickt oder anderweitig nachbearbeitet werden.
Historisch entwickelte sich die geschilderte Technik der Nadelspitzenherstellung im frühen 16. Jahrhundert auf Basis der Reticella und wurde insbesondere in und um Venedig hergestellt. Folgten die in dieser neuen Technik gefertigten Stücke anfangs noch den streng den geometrischen Vorbildern der Reticella und wurden deren „leere“ Flächen zunächst nur sporadisch mit Füllstichen ausgefüllt, so ermöglichte die veränderte Technik rasch auch die Herstellung größerer gefüllter Flächen mit unterschiedlichen Stichen und Mustern sowie die Herstellung farblich und in ihrer Textur und Musterung abgesetzter, geschwungener Formen wie Ranken und Blüten. Zu Beginn des 17. Jahrhunderts war die Technik schließlich so verfeinert worden, dass sich quasi jede zweidimensionale Form, inklusive ganzer Landschafts- und Figurengruppen, abbilden ließ.
Auch wurden ab diesem Zeitpunkt diese zweidimensionalen Darstellungen zunehmend um weitere, dreidimensionale Elemente ergänzt, indem auf einzelne Partien eine oder mehrere zusätzliche Lagen umstickter Trassierfäden oder ganze zusätzliche Lagen von Nadelspitze aufgearbeitet wurden.
Die Herstellung von Nadelspitzen erforderte dabei deutlich mehr Übung und war sehr viel material- und zeitaufwändiger als jene der vergleichsweise „einfachen“ Reticella. Dies führte ab Mitte des 17. Jahrhunderts dazu, dass der Hochadel die teurere und damit auch prestigeträchtige Nadelspitze als Distinktionssymbol bevorzugte und immense Summen für sie ausgab, während die deutlich günstigere Reticella nach und nach zu einer Spitze des niederen Adels und des Bürgertums „herabsank“.
Ähnlich wie bei Glas und Spiegeln gelang es der Republik Venedig, bis Mitte des 17. Jahrhunderts durch die Konzentration und Abtrennung der Hersteller von Nadelspitze in abgelegenen und streng überwachten Waisenhäusern, Klöstern und auf abgelegenen Inseln der Lagune ein weitgehendes Monopol auf die Herstellung von Nadelspitze aufrechtzuerhalten und damit – trotz des aufwändigen Herstellungsprozesses – enorme Gewinne zu erwirtschaften. Nach Mitte des 17. Jahrhunderts gelang es jedoch gleich mehreren Staaten, darunter insbesondere Frankreich unter Ludwig XIV., durch Spionage und gezielte Abwerbung von geübten Nadelspitzenherstellern das venezianische Spitzenmonopol und damit die Abwanderung großer Geldsummen ins Ausland zu brechen und eine eigene Spitzenindustrie aufzubauen. In der Folge entwickelten sich insbesondere das französische Alençon und Brüssel zu bedeutenden Zentren der Herstellung von Nadelspitze, die sich fortan in mehrere lokale Varianten und Techniken weiterentwickelte und aufspaltete.
Bekannte Sorten von Nadelspitzen sind Point de Venise, Point d’Alençon, Point de neige und Point rose.
Im 19. Jahrhundert verbreitete sich die Technik der Nadelspitzenherstellung dann durch europäische Auswanderer global bis nach Nord- und Südamerika und Australien. Gleichzeitig führten erste maschinelle Spitzenerzeugnisse zu einer raschen Abwendung der meisten Konsumenten von der nur unter extremem Lern- und Zeitaufwand herzustellenden und daher stets sehr teuren handgemachten Nadelspitze.
Ende des 19. Jahrhunderts hielten lediglich Großbürgertum und reicher Adel an der Verwendung des Luxusguts handgemachter Nadelspitze fest. Extreme Verarmung der Bevölkerung infolge der Industrialisierung und einige aus heutiger Sicht eher eigennützige „Hilfsprojekte“ adliger und großbürgerlicher Liebhaber handgefertigter Nadelspitze führten dennoch noch Ende des 19. Jahrhunderts zur Gründung gleich mehrerer Schulen und Manufakturen, in der die zu diesem Zeitpunkt beinahe ausgestorbene Technik der Nadelspitzenherstellung für wenige Jahrzehnte wiederbelebt und auf kommerziell bedeutsamem Niveau betrieben wurde.
Spätestens mit dem sozialen und wirtschaftlichen Aufstieg der 1950er und 1960er Jahre sowie der maschinellen Massenherstellung günstiger Tüll- und Ätzspitze auf Synthetikbasis endete jedoch auch diese Periode.

##### Venezianische Spitze
Bei der venezianischen Spitze (Point de Venise), die aus Punto in Aria entstanden ist und als eine der opulentesten und schönsten Spitzen gilt, unterscheidet man u. a. zwei Formen: Point plat und Point gros. Die erstere ist eine in gelblicher Seide ausgeführte flache Grundspitze mit kleiner viereckiger Masche; die letztere hat eine sechseckige Grundmasche und ein charakteristisches Relief. Daneben existiert, als leichte Variante, ein Point de Venise à réseau. Coralline ist eine seltene Form des Point plat de Venise, die aus einem feinen Maßwerk aus unregelmäßigen fragmentierten Formen besteht. Point de neige (auch rose point lace, rosaline) ist eine Sonderform des Point gros de Venise mit kleinen Blumen und Sternen aus kunstvoll gestalteten Pikots, die fein wie Schneekristalle gearbeitet sind; von den 1650er-Jahren bis 1710 wurde diese Spitze u. a. als weiblicher Haarschmuck verwendet.

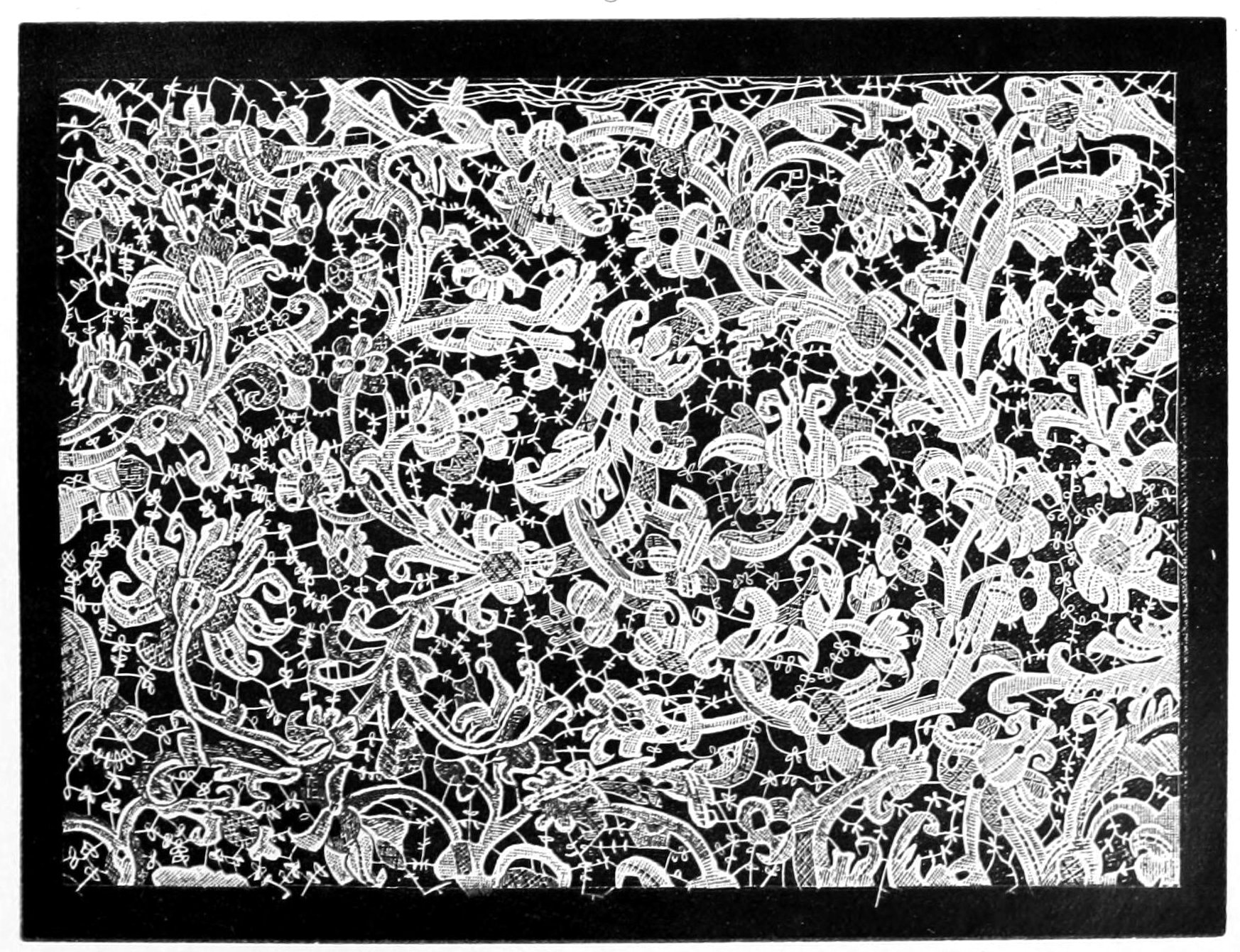
Point plat de Venise
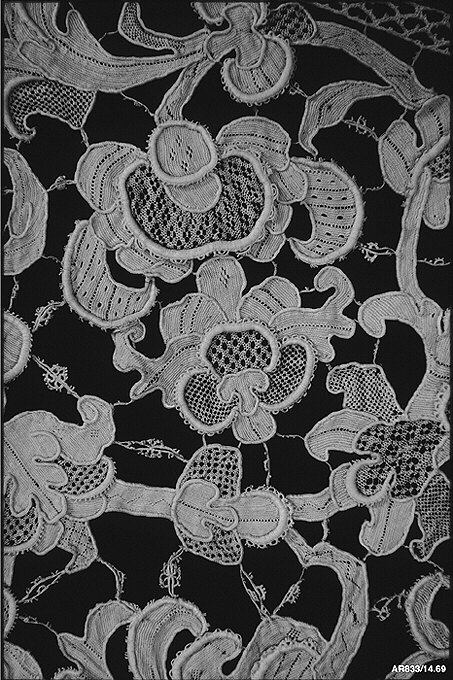
Point gros de Venise
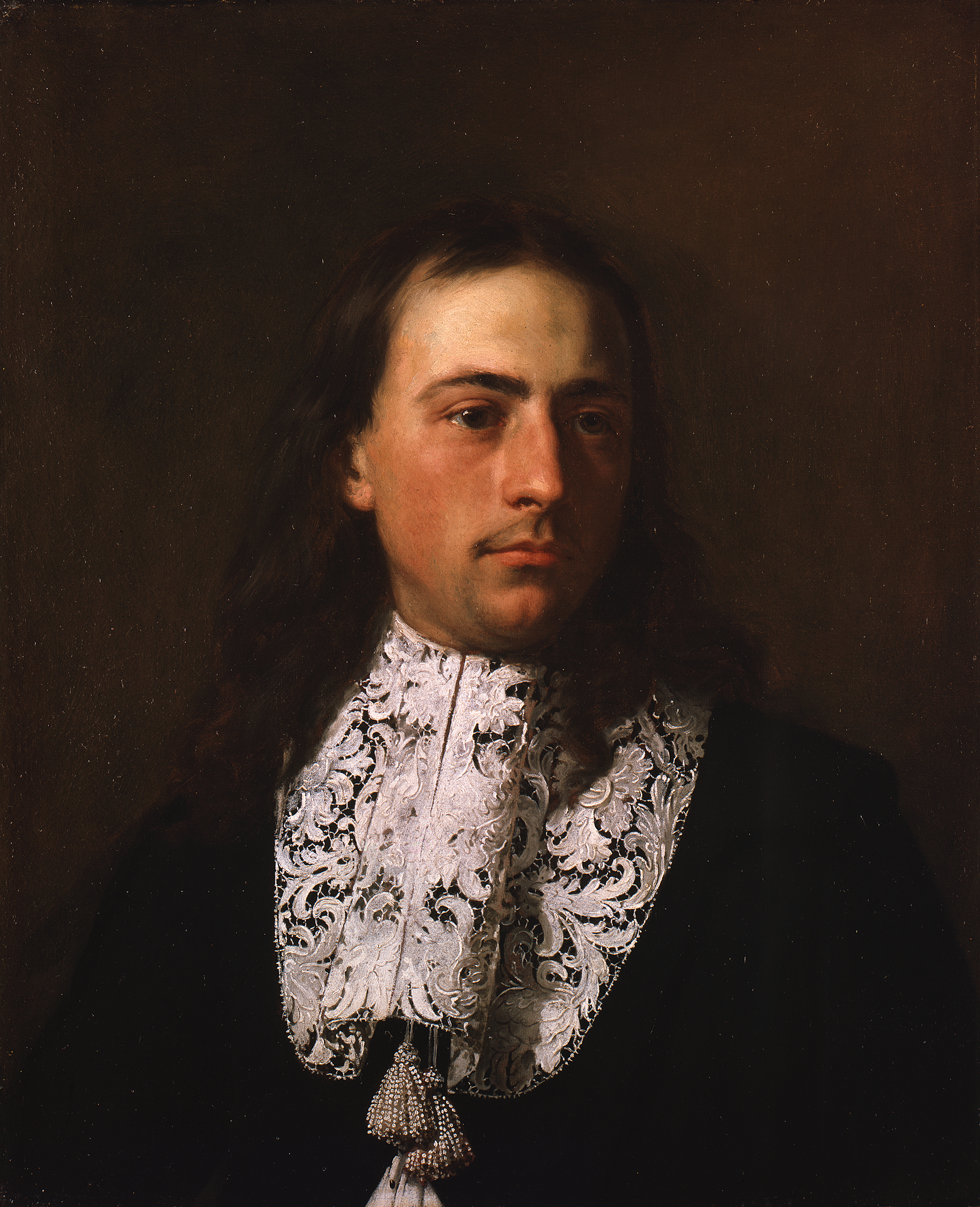
Kragen aus venezianischer Spitze (Point gros)
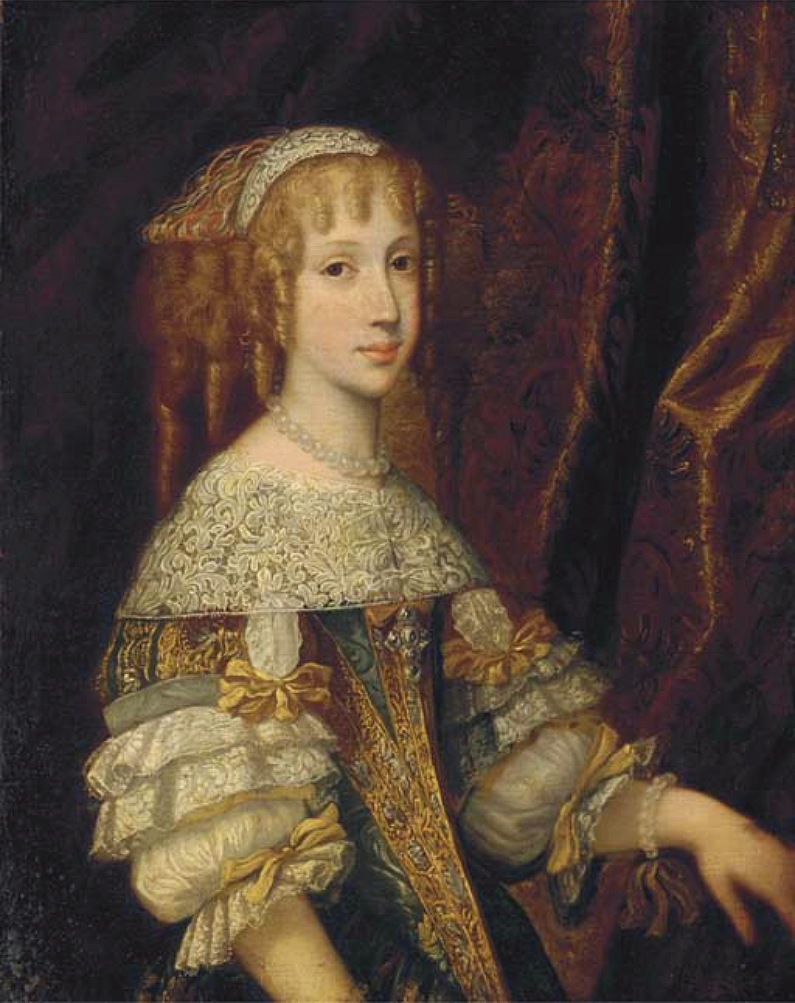
Kragen
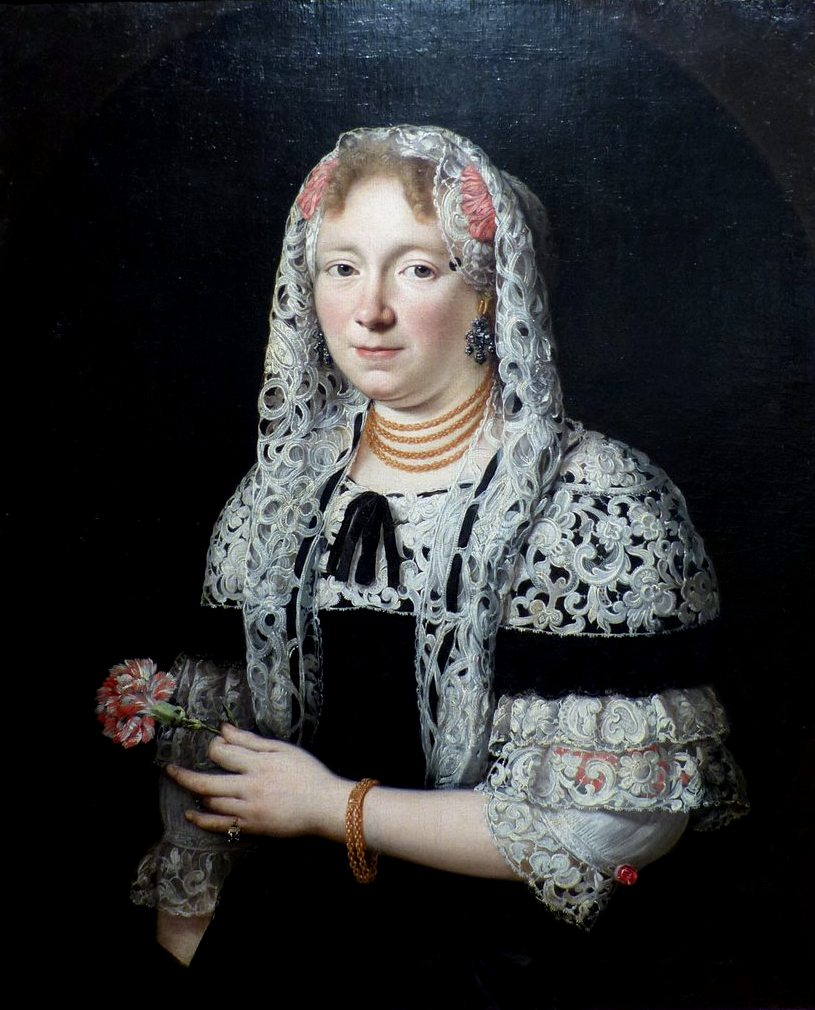
Kragen und Schleier
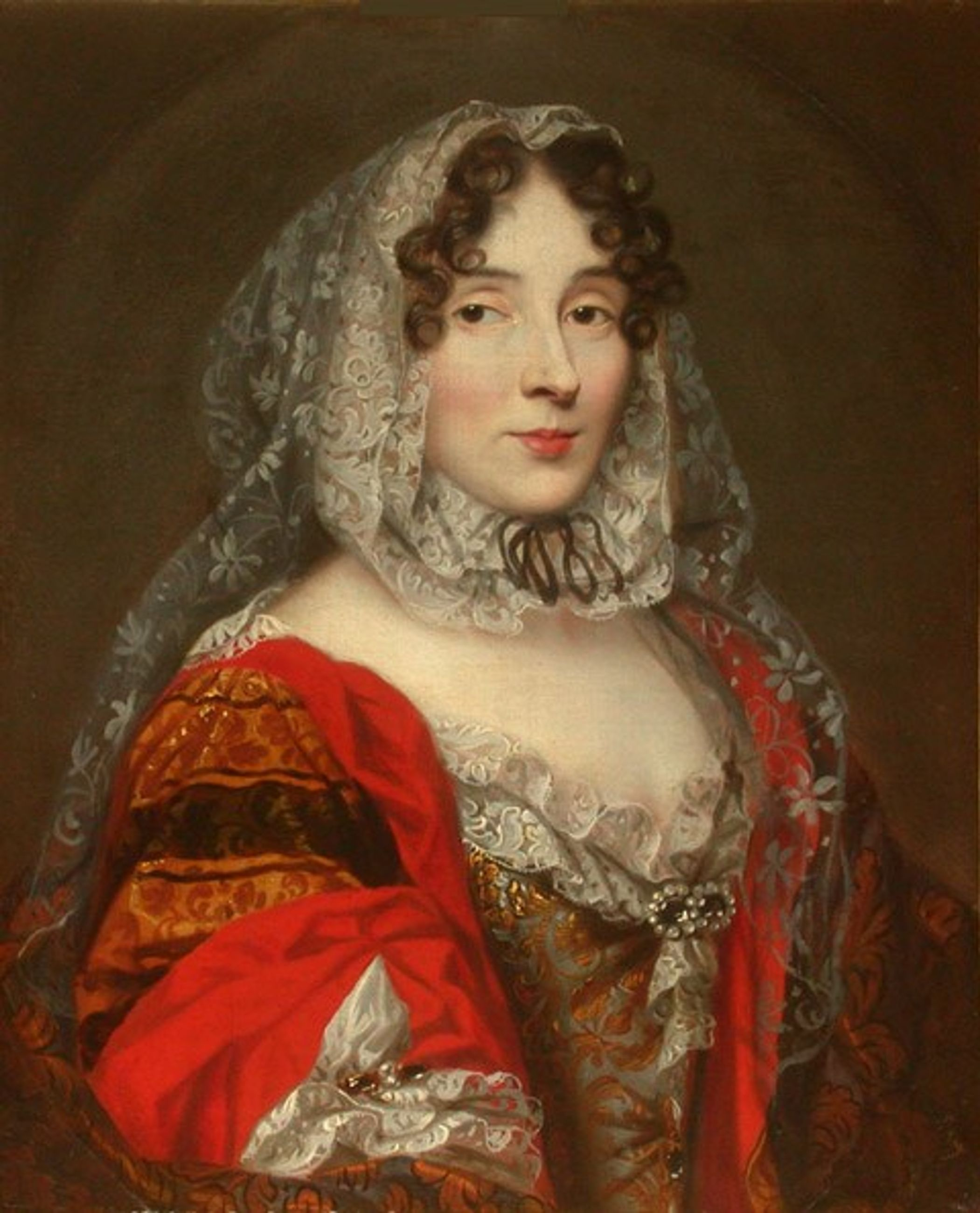
Schleier
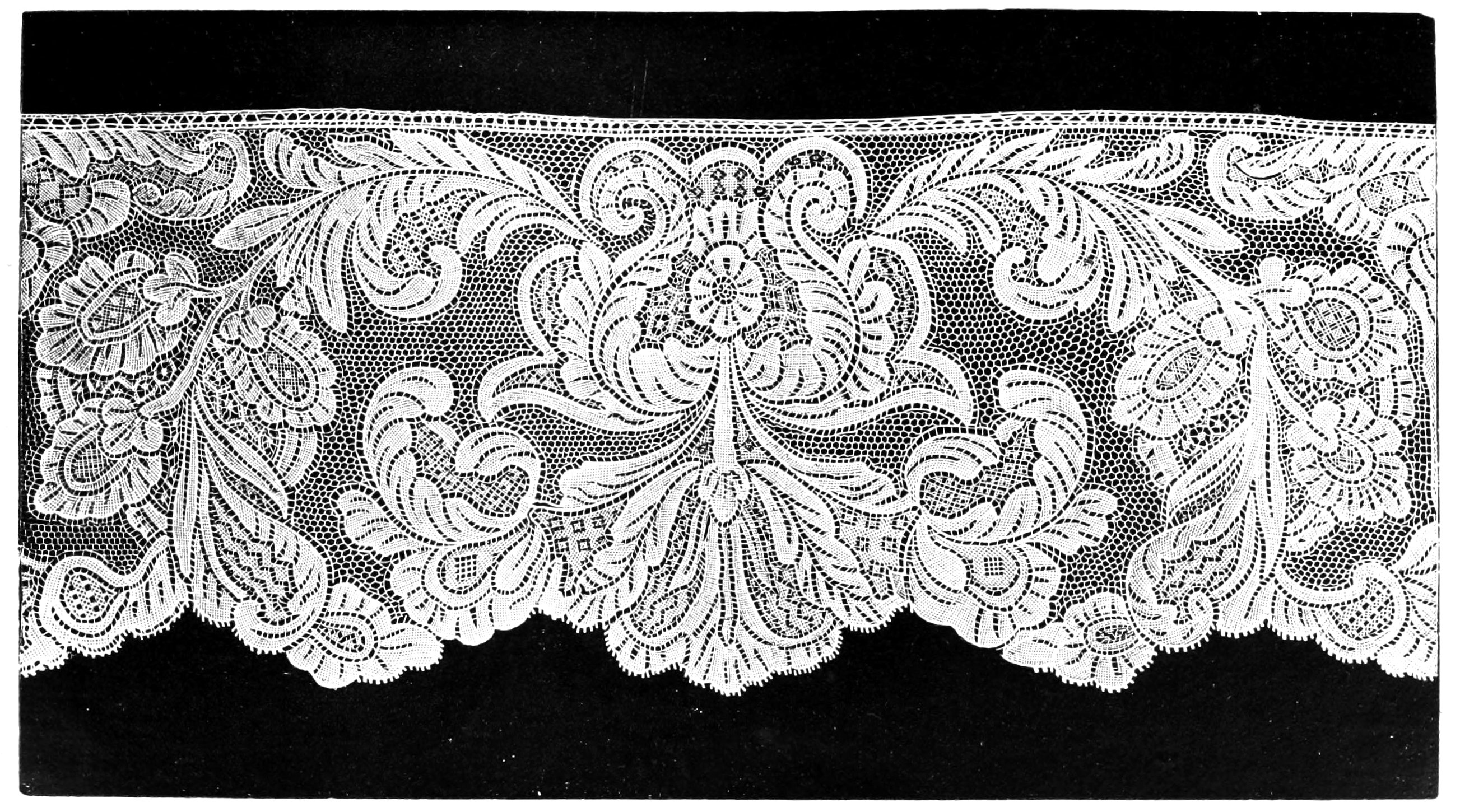
Point de Venise à réseau
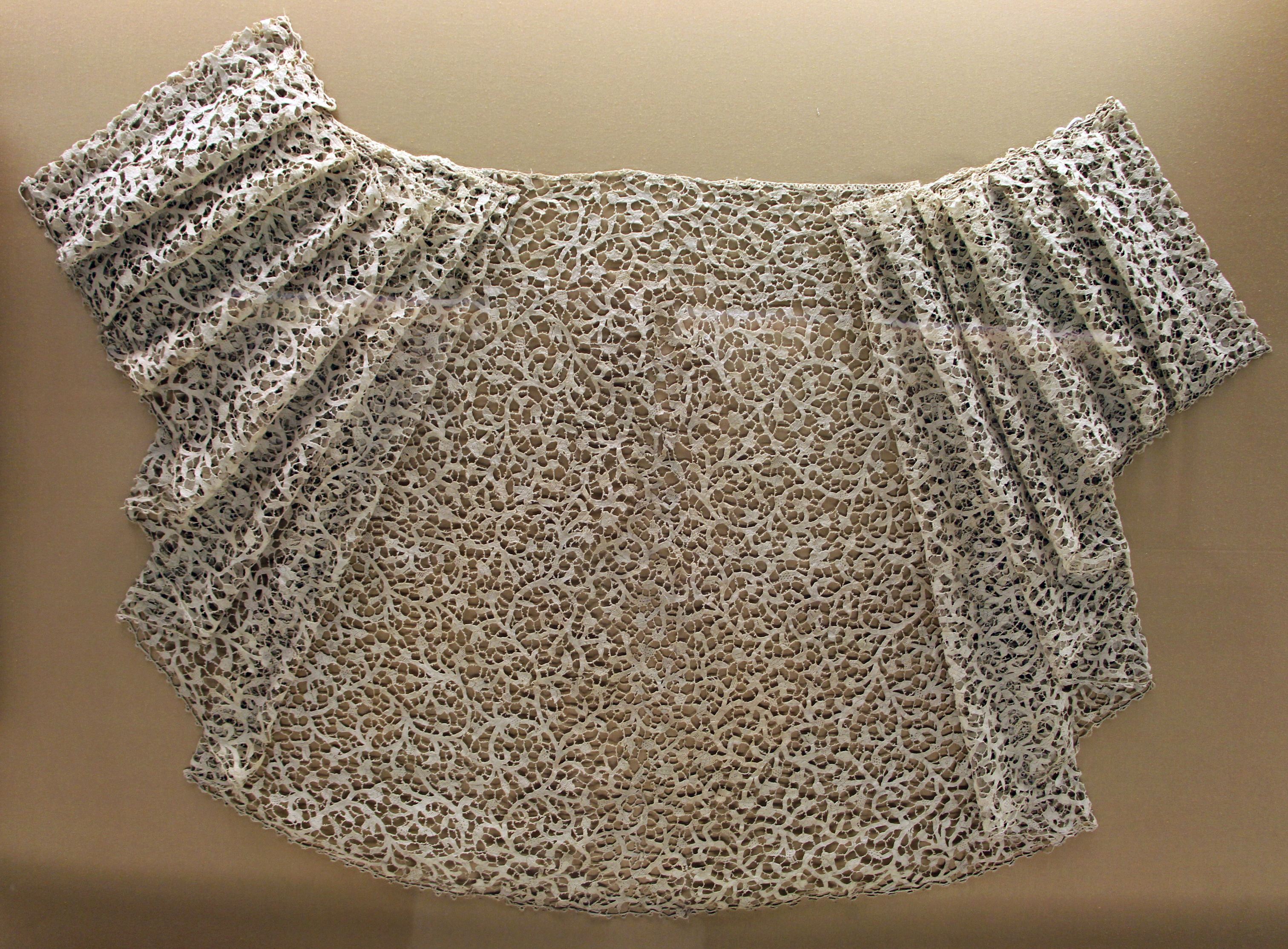
Coralline
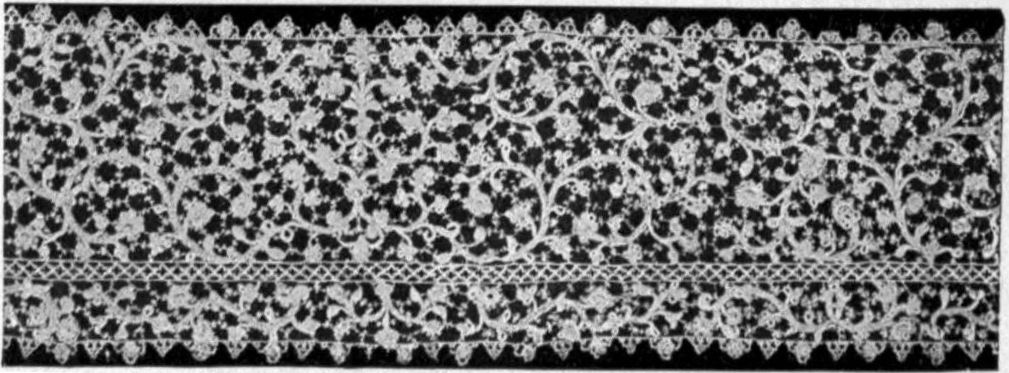
Point de neige

Die Blütezeit des Point de Venise war das Barock. 1695 war er nicht mehr in Mode, unter anderem wegen seiner Schwere.
Der Point d’Alençon ist als Imitation des Point de Venise entstanden.

##### Orientalische Nadelspitze (französisch:dentelle oya,englisch:needle lace,türkisch:igne oyasi)
Orientalische Nadelspitze ist auch bekannt als armenische Spitze, griechische Nadelspitze oder Bebilla, Smyrna- oder Palästina-Spitze, türkische Nadelspitze (Oya), Nazareth-Spitze und Knotenspitze. Gefertigt wird die orientalische Nadelspitze mit Nadel, Faden und Schere, mit deren Hilfe Knoten und Verbindungen dazwischen erstellt werden. Unterschiede in der Technik, der Anzahl der Fadenumwicklung um die Nadel und die Länge der Verbindung zwischen den Knoten führen zu unterschiedlichen Ergebnissen. Mit der Nadelspitze gestaltet man ein Netz, das verschiedene Formen annehmen kann. Entweder setzt man am Saum eines Stoffstücks an oder man beginnt freihändig mit der Spitze. Es wird immer die Nadel vom Körper weg in den Stoff bzw. die Schlinge geführt und halb stecken gelassen; dann legt man das Fadenende in Arbeitsrichtung quer vor die Nadel, nimmt beide Endfäden, die durch das Nadelöhr gehen, mit Daumen und Zeigefinger auf und wickelt damit zweimal (im Uhrzeigersinn oder entgegen dem Uhrzeigersinn) über die Nadelspitze oben. Nun zieht man vorsichtig die Nadel hoch und achtet darauf, dass der Knoten offen bleibt, bis der Faden ganz durchgezogen ist. So setzt man in Abständen von etwa 5 mm Knoten nebeneinander. Durch Wenden, Auslassen von Bögen und mehrere Knoten in einem Bogen wird die Spitze gestaltet. Das Vorgehen ähnelt dem Häkeln, ist aber filigraner. Was beim Häkeln die Luftmaschenkette oder das Stäbchen ist, ist bei der Nadelspitze der Faden selbst, der nicht dünner als Knopflochgarn sein sollte. Der Faden muss einen starken Drall haben.
Oya geht auf altgriechisch ὀᾶ, ὀά, ὄα oa, deutsch ‚Rand, Randverzierung‘ zurück. Die Technik trat im vorgeschichtlichen Armenien auf. Abbildungen der armenischen Königinnen mit dieser Spitze geschmückt gehen bis ins 14. Jahrhundert zurück. Geschichtlich tritt sie im 19. Jahrhundert in Form von bunten Blüten aus Seide in Erscheinung. In der zweiten Hälfte des 19. Jahrhunderts ist sie im gesamten Osmanischen Reich, in Kleinasien, auf dem Balkan, den Inseln der Ägais, in Palästina und Ägypten zu finden. Während in Europa Spitzen dem Adel vorbehalten waren, fand die Nadelspitze beim Volk große Verbreitung als Umrandung von Kopftüchern, Ränder von Hemden und Handtüchern, aber auch Broschen, Beutel und Deckchen bis zu Tischdecken. Für Frauen war diese Handarbeit eine sehr beliebte Beschäftigung.

#### Klöppelspitze
Beim Klöppeln werden Fäden nach einem bestimmten Muster verkreuzt bzw. verdreht, den sogenannten Schlägen. Auf rollenförmigen (traditionell vor allem in Deutschland) oder flachen Klöppelkissen (traditionell vor allem Frankreich und Belgien) oder Kombination von beiden wird eine Musterzeichnung festgesteckt, der Klöppelbrief. Das Garn wird auf Klöppel gewickelt, mit Nadeln paarweise auf dem Klöppelsack befestigt und dann durch Kreuzen und Drehen der Klöppel verzwirnt, verflochten bzw. verwebt. Die Verkreuzungsstellen werden an den durch das Muster vorgegebenen Nadelpunkten mit dünnen Nadeln am Platz gehalten, bis ihre Position durch die nachfolgenden Schläge fixiert ist. Am Ende einer Klöppelarbeit wird diese mit Haar- oder Spezialspray (Neuzeit) oder Wäschestärke fixiert.
- Echte, also handgefertigte Klöppelspitzen werden traditionell in creme/weiß oder schwarz aus Leinen, Baumwolle oder aus cremefarbener Seide (Blonde) gemacht; heute werden auch farbige Fäden verwendet. Das Klöppeln erfreut sich heute noch großer Beliebtheit und hat weltweit verschiedene Zentren. Im Erzgebirge, einem traditionellen Zentrum deutscher Spitzenherstellung, wird Handklöppelspitze noch gepflegt. Bekannte Klöppelspitzen sind etwa Mechelner, Brüsseler, Honiton, Valenciennes, Torchon oder Schneeberger.
- Mechelener Spitze: Rokokospitze, bei der ein starker Konturfaden aus Leinen das Muster umrandet.
- Brüsseler Spitze: Sie gibt es in Klöppel- und Nadeltechnik. Besonderes Merkmal ist die gesonderte Herstellung von Grund mit der Nadel und dem feinen Muster, welches geklöppelt wurde. Erkennungszeichen ist ihr feines bandartiges Relief. Sie wird auch Points d’Angleterre (englische Spitze) genannt, weil sie illegal nach England verschifft und dort als landeseigene Ware verkauft wurde.
- Torchon: Ab der zweiten Hälfte des 19. Jahrhunderts, ursprünglich eine Klöppelspitze mit geometrischem Muster, die schließlich maschinell hergestellt wurde.
- Duchesse-Spitze: Seit der Mitte des 19. Jahrhunderts, eine belgische Klöppelspitze mit Blumenmustern und Stegen. Unterschieden werden Duchesse de Bruges und Duchesse de Bruxelles.[37]

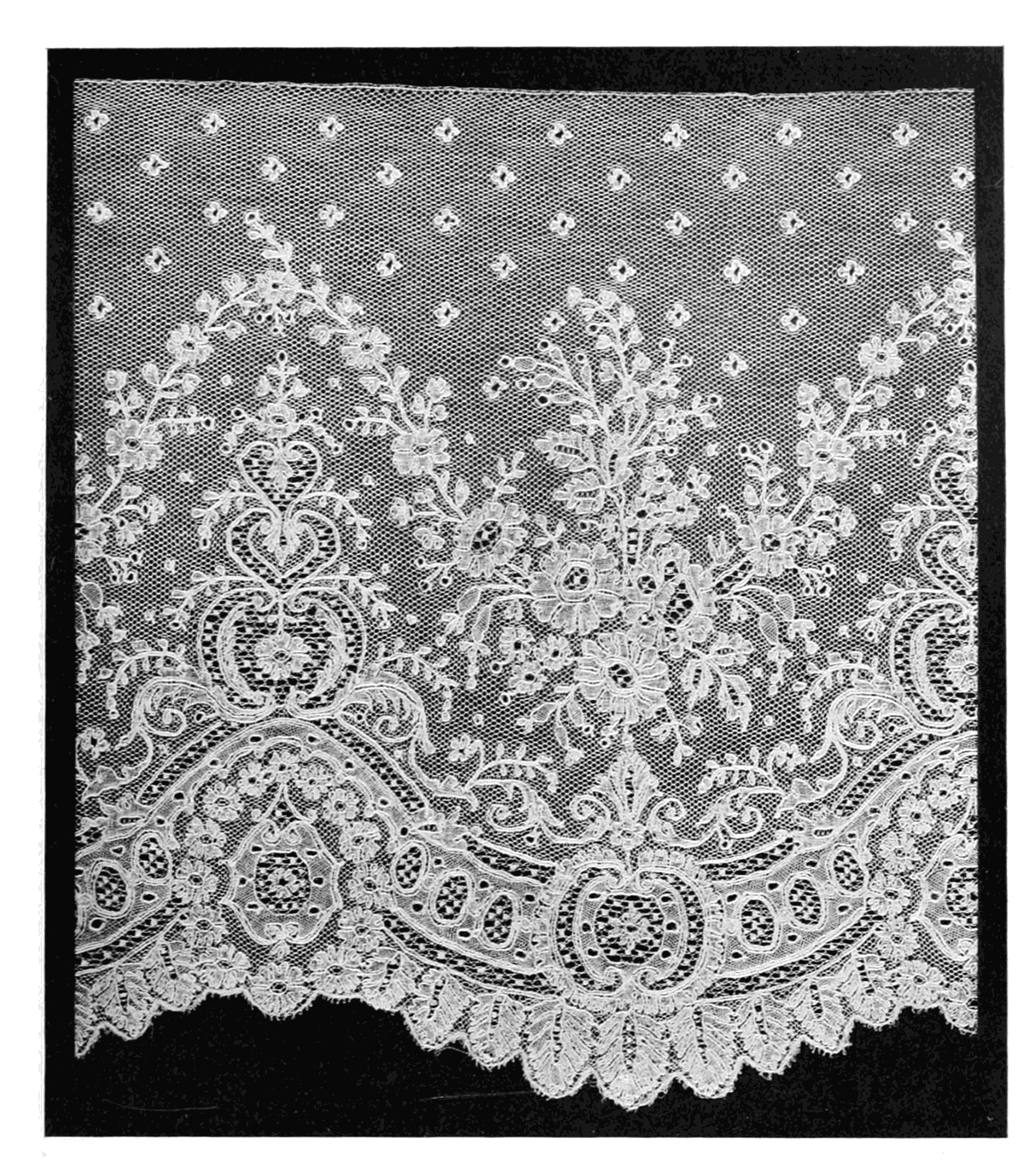
Mechelener Spitze
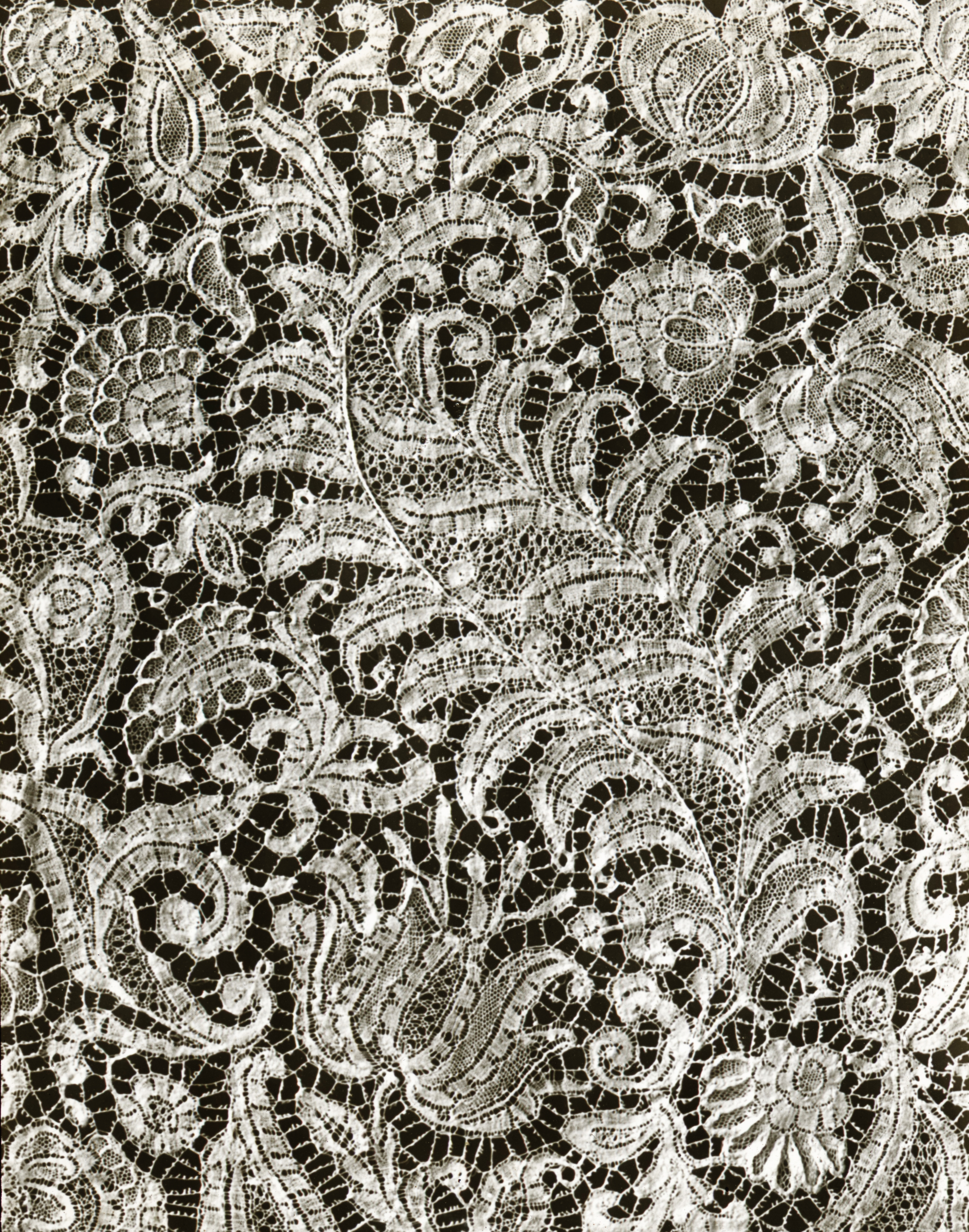
Brüsseler Klöppelspitze
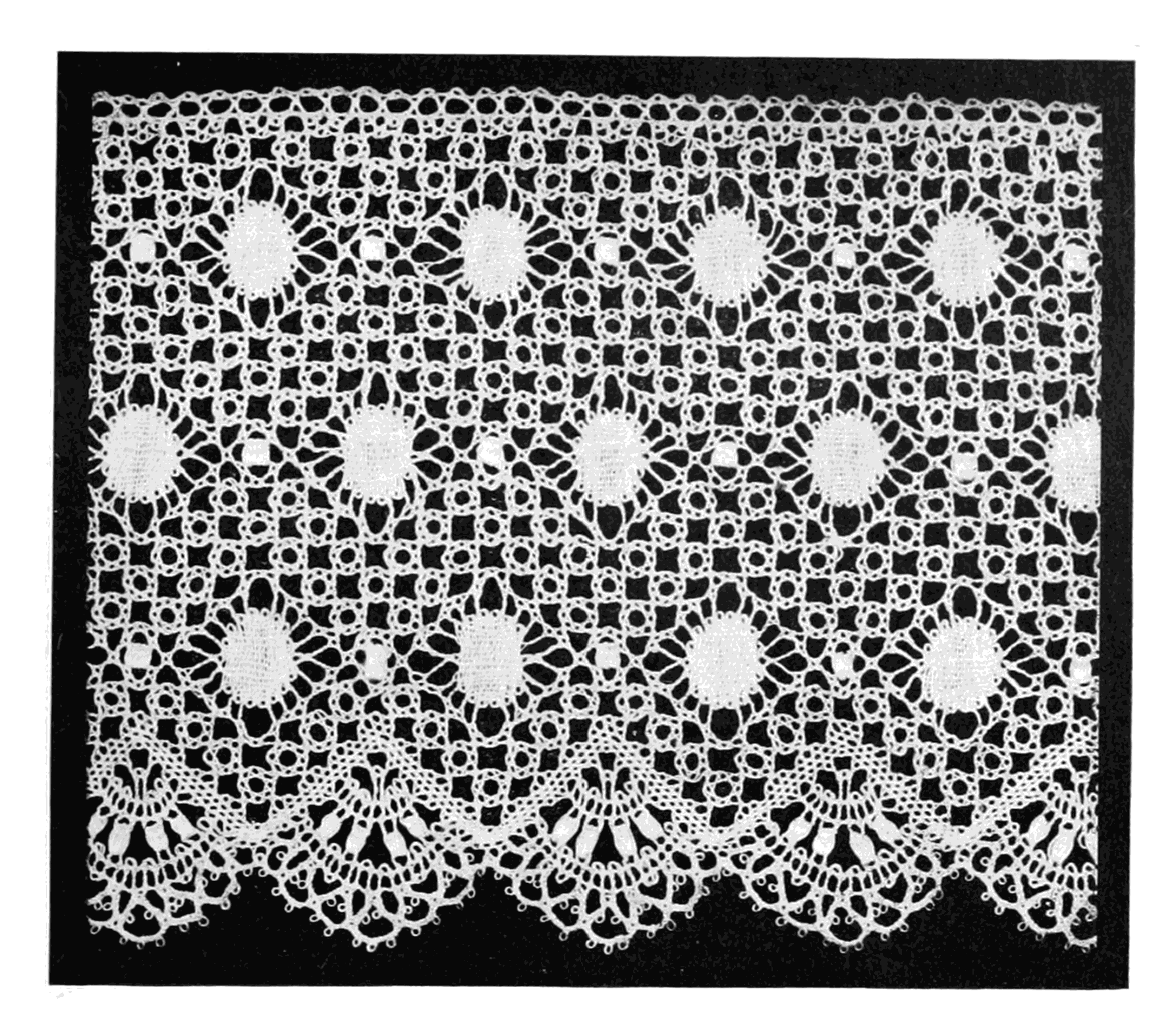
Torchon-Spitze
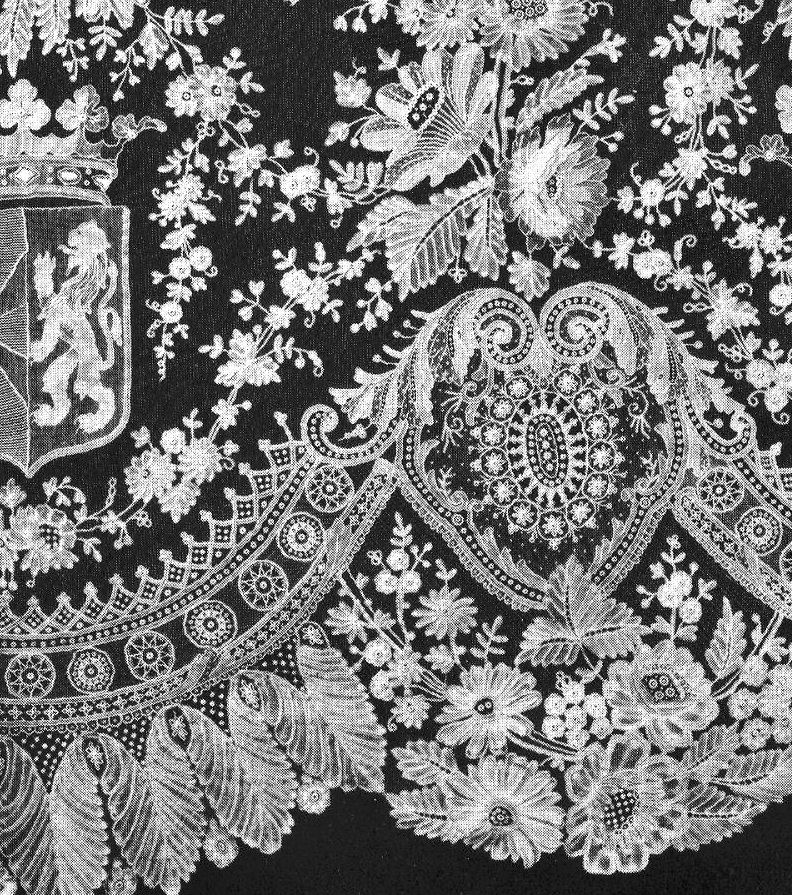
Duchesse-Spitze
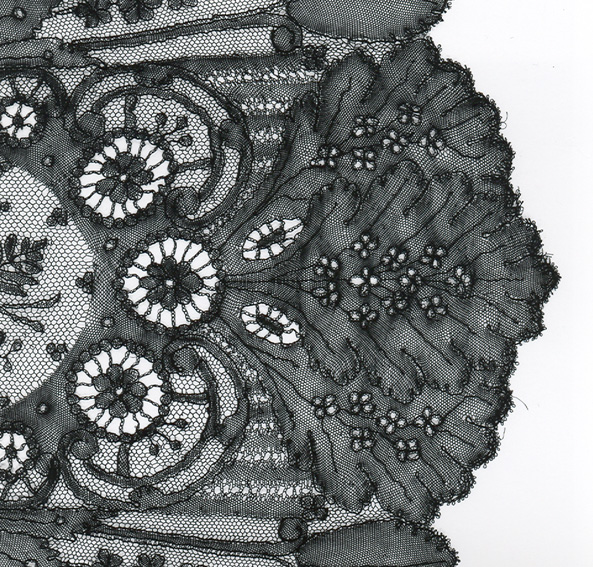
Chantilly-Spitze
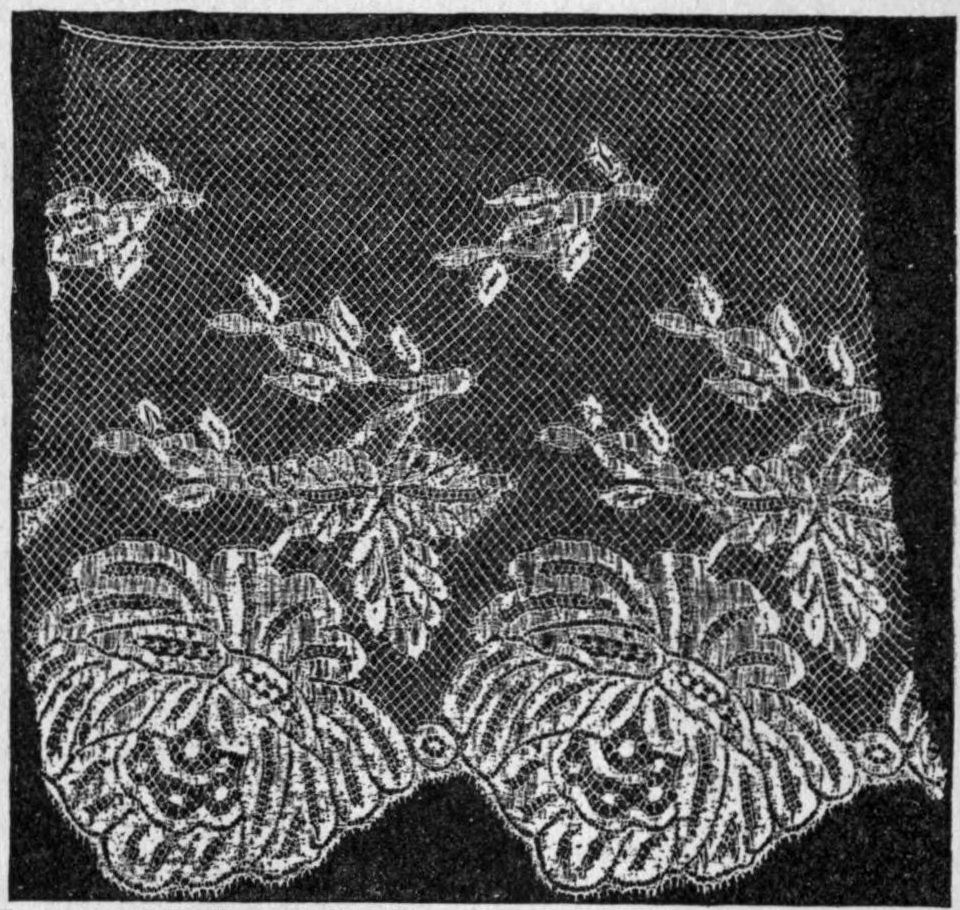
Valencienne-Spitze
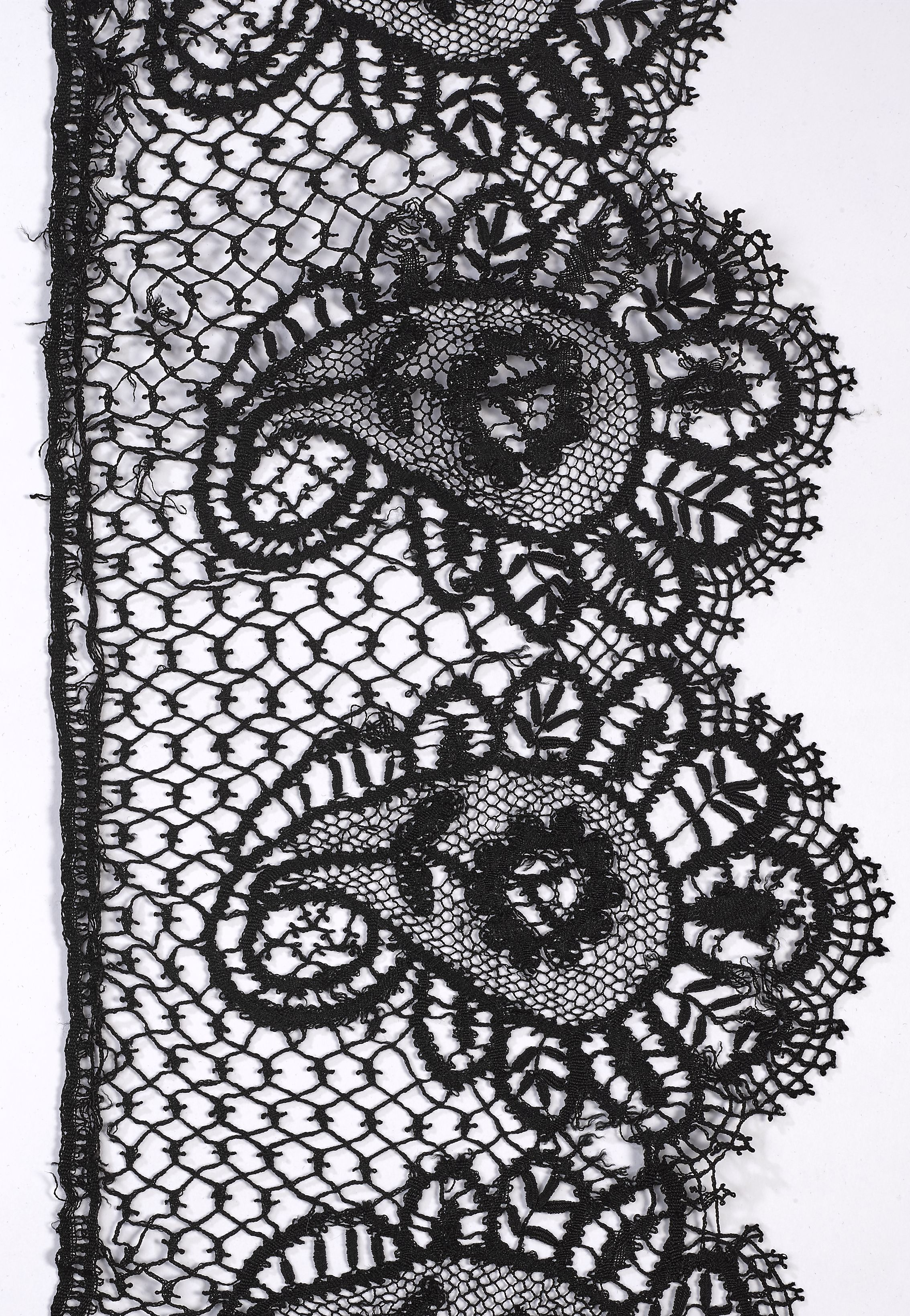
Cluny-Spitze
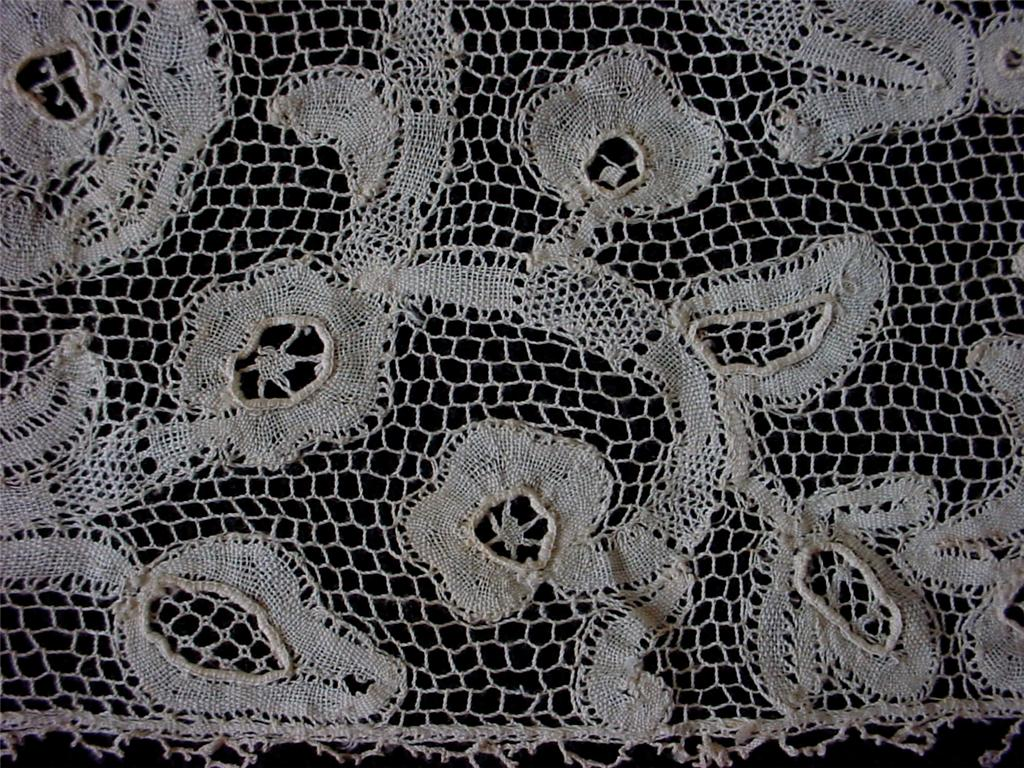
Milaneser Spitze
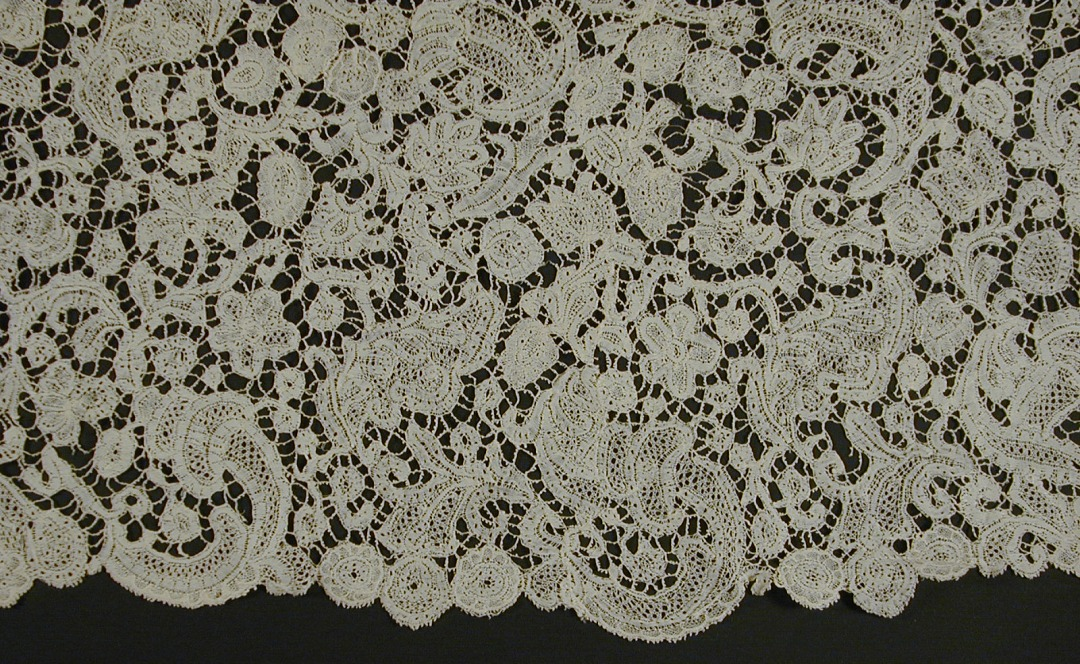
Flämische Spitze
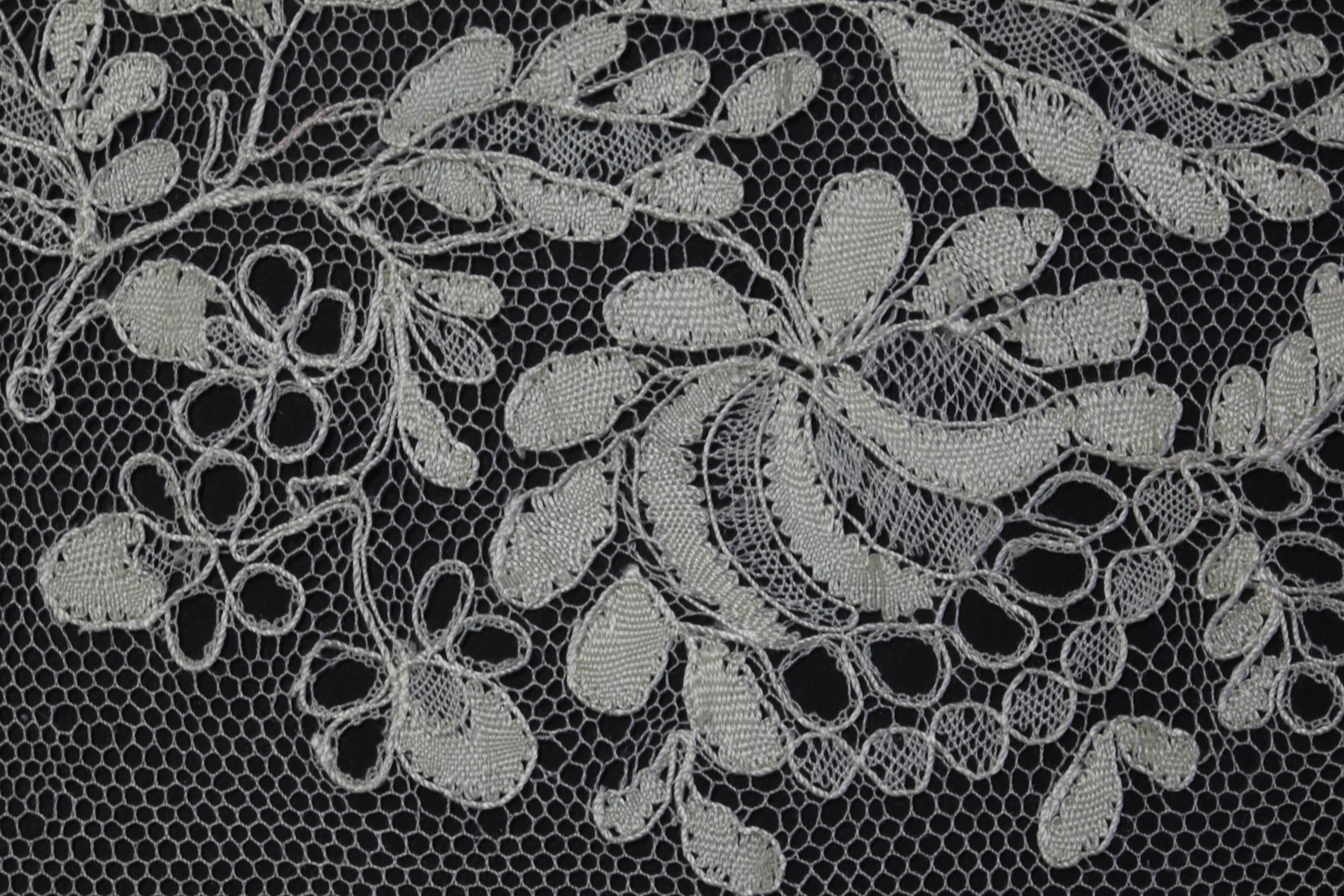
Neuchatel-Spitze

Technische Begriffe bei Nadel- und Klöppelspitzen
- Flechte/Flechtschlag (Klöppeln): Vier Fadenelemente werden kontinuierlich gekreuzt und gedreht.
- Formenschlag (Klöppeln): Ein (aktiver) Faden wird über drei passive Fäden hin und her geführt. Der Effekt ist der eines leinwandbindigen Gewebes mit Schusseffekt. Er dient zur Darstellung von rechteckigen Formen und Bändern.
- Leinenschlag (Klöppeln): Ein (aktives) Fadenpaar wird durch mehrere (passive) Fadenpaare geführt. Der Effekt ist der eines leinwandbindigen Gewebes.
- Picot: kleine Stäbchen, die in der Nadel- und Klöppelspitze zur Auszier von Motiven, Stegen und Randabschlüssen gearbeitet werden.
- Steg: bei Nadel- und Klöppelspitzen die Verbindung zwischen den Motiven. Füllen sie in der Nadelspitze eine größere Fläche, spricht man von Steggrund.

#### Tüllspitze

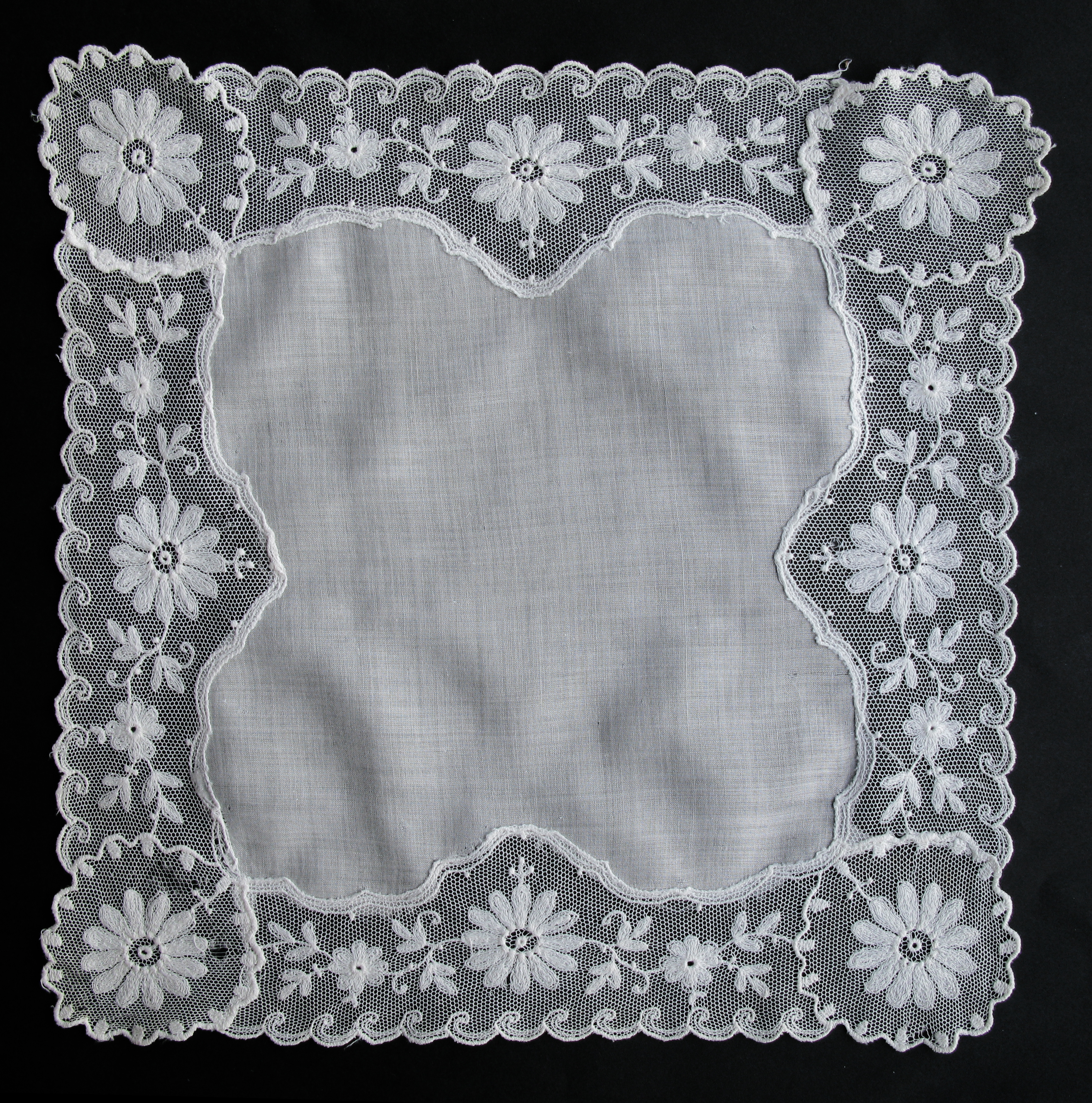
Handgearbeitete Tüllspitze

Ein maschinell gefertigter Tüllgrund wird stickereiähnlich mit Fäden durchzogen. Da diese Technik leicht maschinell nachgeahmt werden konnte, ist Tüllspitze – auch Webspitze oder Bobinetspitze genannt – heute noch weit verbreitet und im Kurzwarenhandel zu finden.

#### Häkelspitze

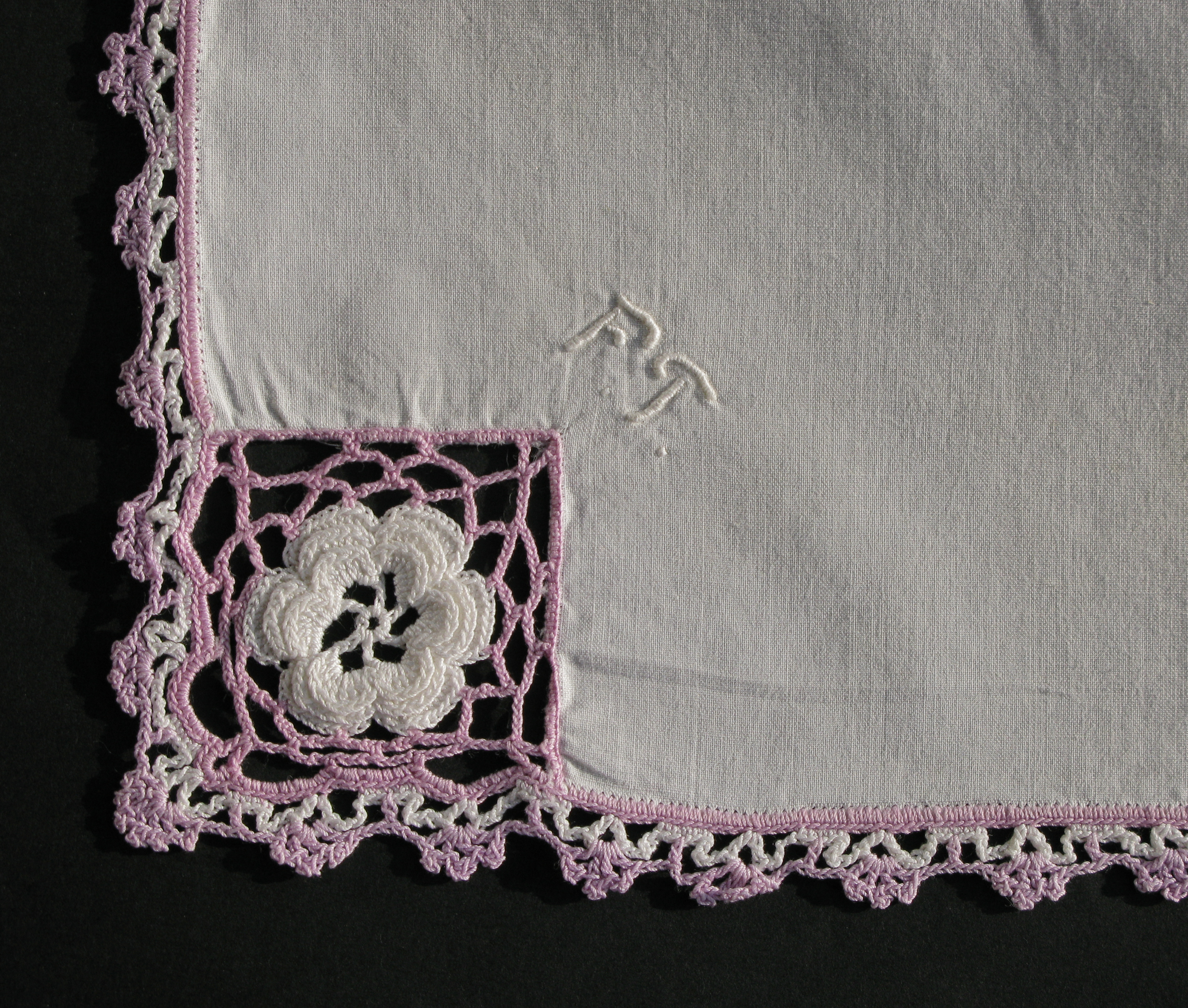
Taschentuch mit Häkelspitze

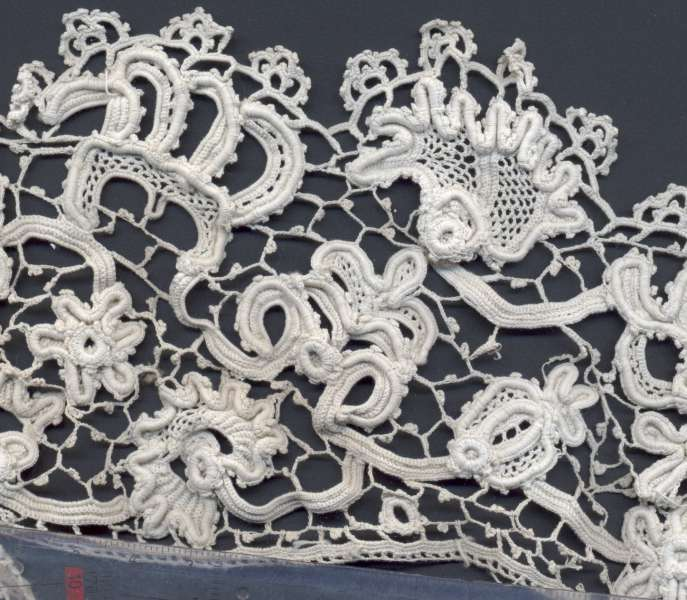
Irische Häkelspitze

Häkelspitze ahmt die Muster der Nadelspitze in Häkeltechnik nach. Besonders bekannt ist die Irische Häkelspitze oder Irische Guipüre, die im 19. Jh. der verarmten irischen Landbevölkerung ein Zubrot einbrachte.
Unter Csetneker Spitze versteht man eine bestimmte Technik der Häkelspitzenanfertigung. Dabei werden die mit Figur ausgestatteten Teile jeweils gesondert gehäkelt, dann auf ein mit der Skizze des Spitzenmusters versehenes Papierblatt oder Gewebe angeheftet und mit einem in ihrer Position gehäkelten Netzwerk befestigt.

#### Knüpfspitze

##### Makramee

Makrameespitze

Makramee ist eine mit bloßen Händen, d. h. ohne Nadel und gewöhnlich auch ohne Gewichte (Klöppel) gefertigte geknüpfte Spitze, die aus einer meist größeren Anzahl vorab zugeschnittener Fäden von oben nach unten gearbeitet wird, und zwar traditionell hauptsächlich mit halben Schlägen (meist doppelt ausgeführt) und Kreuzknoten. Charakteristisch für Makramee ist, dass die Werkstücke unten oft in Fransen enden. Es wird vermutet, dass diese Technik bereits im Altertum existierte; ihren höchsten Entwicklungsstand hat sie jedoch rund um Genua im 19. Jahrhundert erlangt.

##### Occhi (Frivolitäten)

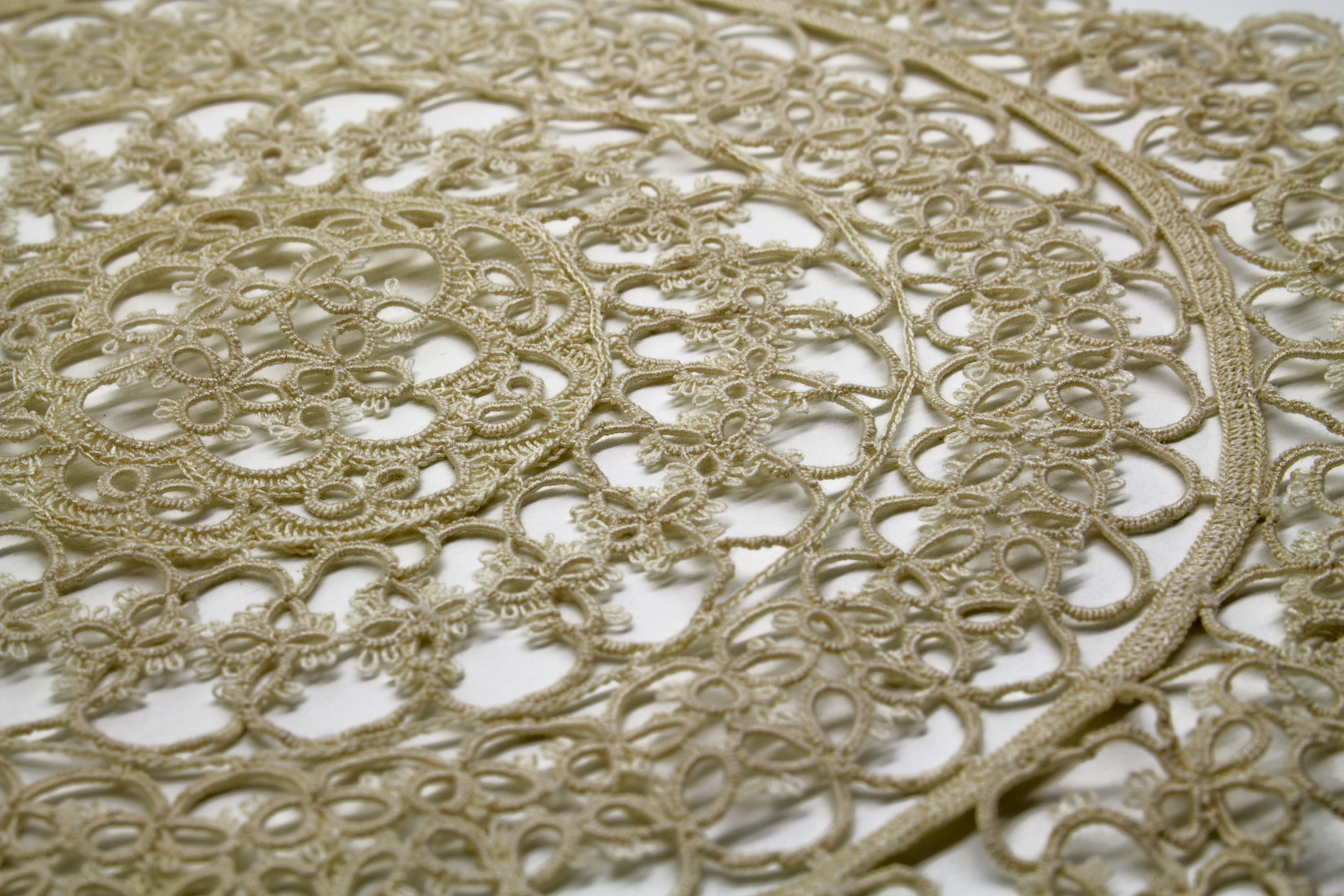
Occhi-Spitze

Occhi (ital. „Augen“, auch bekannt als Frivolitätenarbeit oder Schiffchenspitze) wird aus einem Faden geknüpft, der auf ein Schiffchen gewickelt wurde. Dabei werden ringförmige (die „Augen“) und bogenförmige Figuren gebildet und untereinander zu größeren Formen verbunden.

#### Strickspitze (Ajourstrickerei)
Sie bildet durchbrochene Muster in Stricktechnik. Ajourstrickerei ist eine Strickart, die sich durch stabile Löcher als Mustermaschen im Gewebe auszeichnet. Besonders bekannte Beispiele sind Strickstücke, meist Tücher oder Schals, aus Orenburg (Orenburger Schal), aus Estland und von den Shetland-Inseln. Von den letzteren stammt der sogenannte wedding ring shawl (Ehering-Schal), ein sehr großes Strickstück, das aber dennoch so fein ist, dass es durch einen Ehering gezogen werden kann.
Die für Ajourstricken typischen Löcher entstehen durch Umschläge in Kombination mit Abnahmen. Die Maschenanzahl bleibt dabei konstant, aber unter dem Umschlag entsteht ein sichtbares Loch. Aus diesen Löchern und den Abnahmen werden dekorative Muster zusammengesetzt. Besonders in Estland und Orenburg werden sie mit weiteren Elementen wie etwa Noppen kombiniert. Häufige Motive sind Blüten, Blätter, Rosetten und geometrische Formen. Manche Muster bestehen zu einem erheblichen Teil aus Löchern, andere haben nur einzelne Löcher.
Im Englischen wird zuweilen eine Unterscheidung zwischen lace knitting und lacy knitting getroffen. Beim lace knitting werden Mustermaschen auf beiden Seiten des Strickstücks eingefügt. Beim lacy knitting hingegen wird zwischen zwei Musterreien eine rechts gestrickte Reihe eingefügt.
Gestrickte Spitze ist sehr elastisch, passt sich gut an und hält, wenn sie aus Wolle ist, relativ warm. Allerdings zieht sie sich zusammen und muss deswegen gespannt werden. Häufig werden Schals und Tücher angefertigt, gestrickte Spitze kann aber auch für Haushaltstextilien und Anderes verwendet werden.

#### Weißstickerei

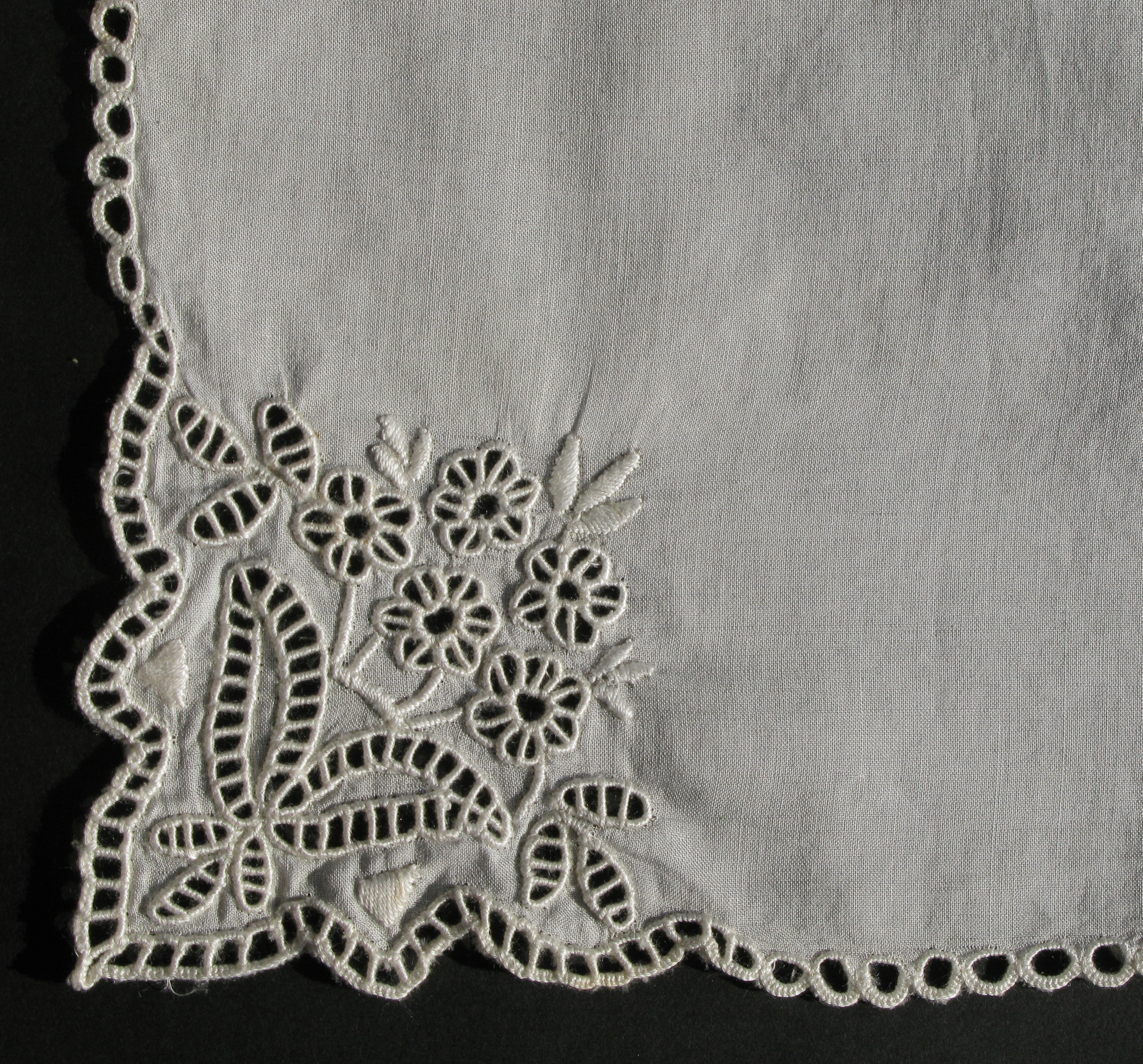
Taschentuch mit Lochspitze

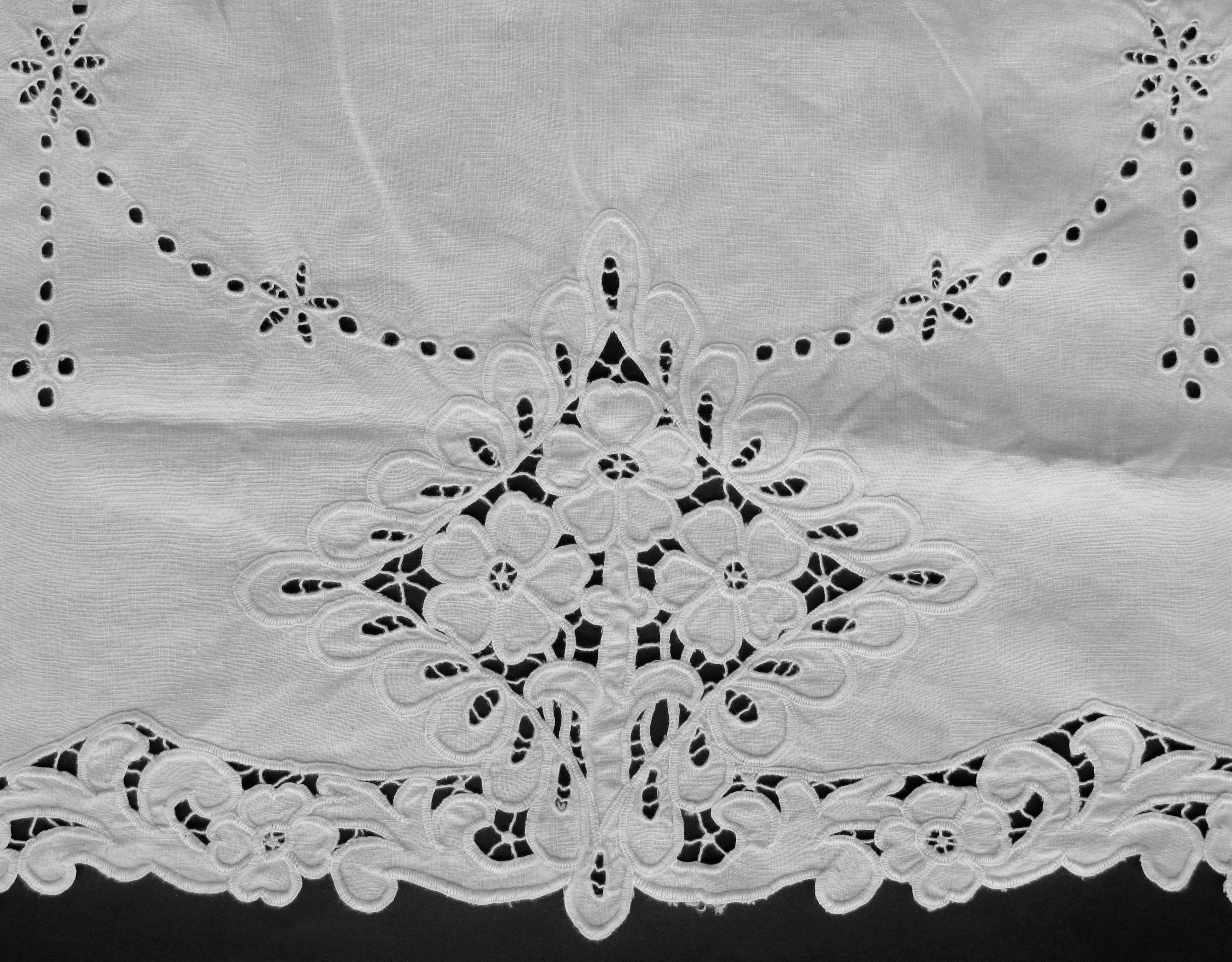
Richelieuarbeit

In feinen weißen Leinen- oder Baumwollstoff werden Löcher gebohrt, geschnitten oder durch Fadenziehen gebildet und die Kanten der Löcher dann mit weißem Garn dicht umstickt. Die Technik wurde v. a. in Sachsen besonders fein und kunstvoll ausgeführt, so dass das Produkt als Point de Saxe (frz.) oder Dresden lace (engl.) zum Exportschlager wurde.
Eine auch heute noch beliebte Form der Weißstickerei ist die sogenannte Richelieu- oder Ausschnittstickerei. Zuerst werden die Konturen der Motivteile mit einem Festonstich (auch Languetten- oder Schlingstich) dick nachgestickt, anschließend werden dann bestimmte Teile ausgeschnitten. Stege in den Öffnungen und eingestopfte Spinnen an den Kreuzungspunkten geben der Arbeit zusätzlichen Halt.
Lochspitze (auch Bohrspitze, Baumwoll- oder Wäschespitze genannt) ist eine Unterart der Weißstickerei. In eine Grundlage aus weißem Batist werden mit einer Ahle runde Löcher gebohrt und dann dicht mit einem weißen Baumwollfaden umstickt. Lochspitze war Ende des 19. und Anfang des 20. Jahrhunderts als Randverzierung an Unterwäsche beliebt, daher der Name „Wäschespitze“. Die maschinell gefertigte Variante nennt man Bohrspitze; sie ist heute noch u. a. im Kurzwarenhandel zu finden.

### Maschinenspitze
Voraussetzung für die mechanische Herstellung von Spitzen war die Erfindung der Strumpfwirkmaschine von William Lee 1589 in England. Allerdings konnte erst 200 Jahre später eine erste zufriedenstellende Maschinenspitze hergestellt werden. Entscheidend hierfür war ein Patent von Thomas und John Morris und William Betts 1764. Es war nun möglich, ein tüllartiges Netz auf der Maschine zu produzieren. Diese Erfindung wurde allerdings nicht weitergeführt.
Erst mit der Erfindung der Bobinettüllmaschine von John Heathcoat 1808 konnte ein glatter ungemusterter Tüll gefertigt werden. Dieser wurde dann durch Handstickerei verziert. 1828 erfand Josua Heilmann die erste mechanische Stickmaschine, die die Arbeit der Handstickerinnen ersetzte.

#### Maschinengeklöppelte Spitze
Maschinell auf der Spitzenklöppelmaschine hergestellte Spitze hat einfache geometrische Formen mit meist volkstümlicher Musterung. Sie wird oft als „Torchon lace“ bezeichnet und ist nur schwer von der handgeklöppelten Spitze zu unterscheiden. Zu den bedeutenden deutschen Produktionsstandorten gehört seit den Anfängen um 1900 die Stadt Wuppertal.

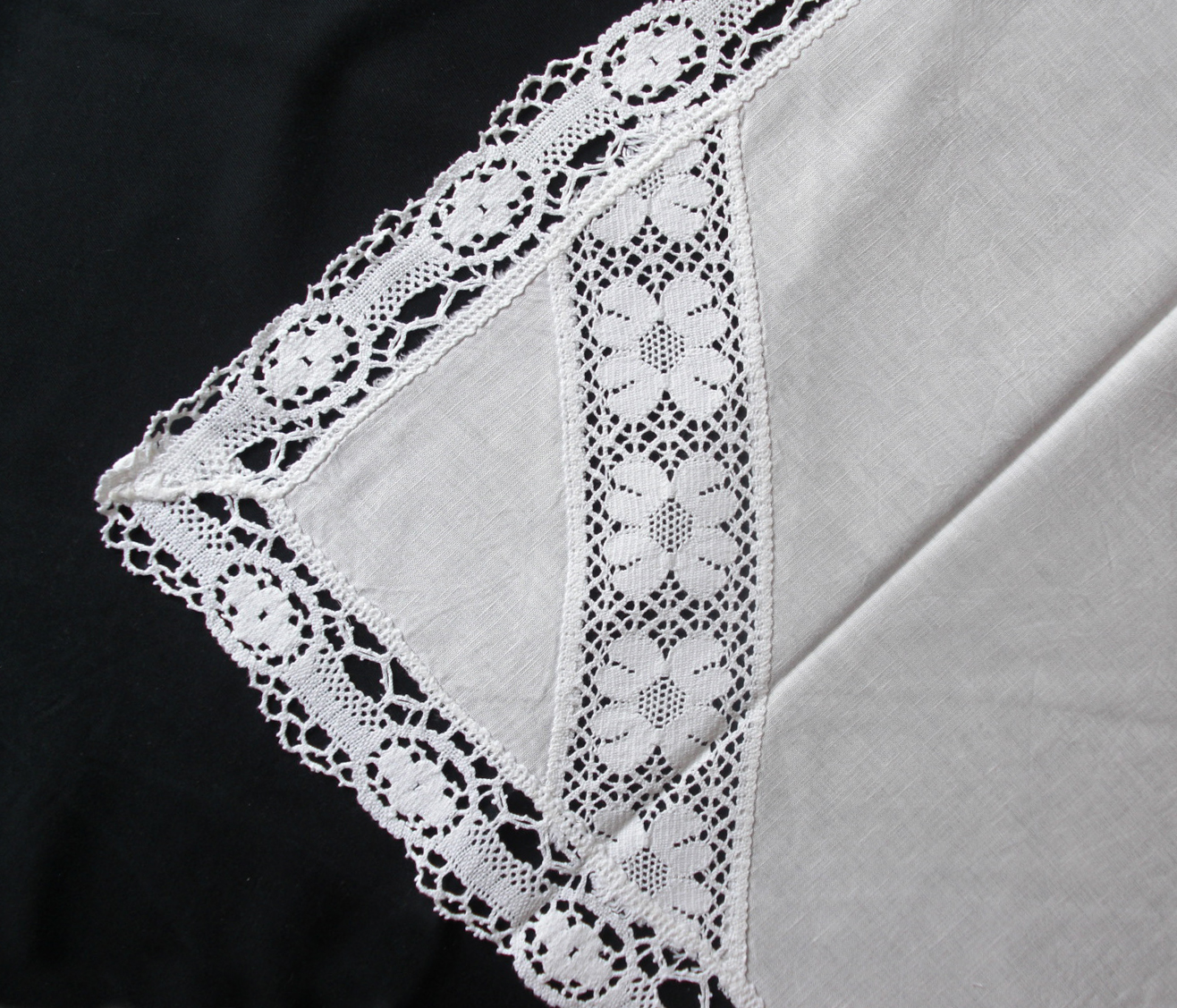
Maschinengeklöppelte Spitze

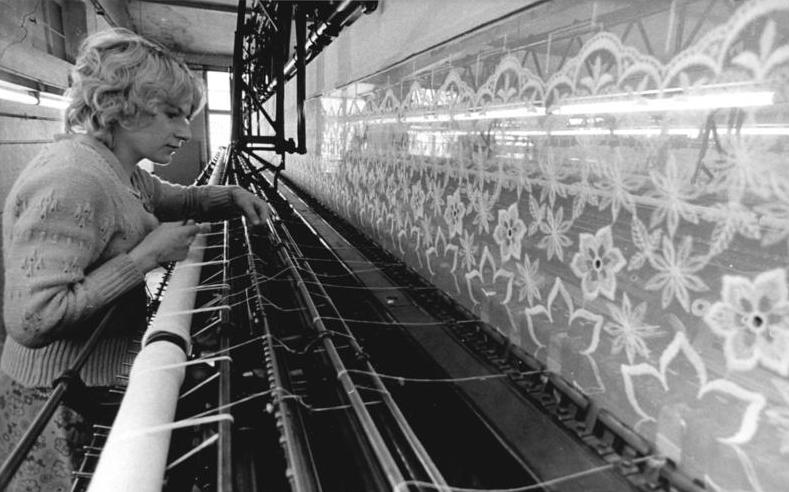
Stickmaschine

#### Luftspitze/Ätzspitze
Sie entsteht durch maschinelles Übersticken eines Stoffgrundes und anschließendes Beseitigen des überflüssigen, nicht überstickten Grundes. Das Ergebnis ist ein durchbrochener Stoff, der aus einer gewissen Entfernung aussieht wie Nadelspitze. Heute besteht der Stickgrund aus einem wasserlöslichen bzw. nicht temperaturbeständigen Material. 
Die ersten Erfindungspatente zu dieser maschinellen Spitzenart wurden 1881 erteilt und sind als Liste bis 1918 sowie mit der Abschrift der Patentspezifikation des ersten Britischen Patents von 1882 verfügbar.

#### Applikationsspitze
Auf einen maschinell gefertigten Netzgrund werden handgeklöppelte Elemente aufgenäht.

## Immaterielles Kulturerbe der Menschheit
Das Anfertigen von Spitzen wurde bereits mehrfach in der UNESCO-Liste des immateriellen Kulturerbes der Menschheit berücksichtigt. 2009 wurde Kroatiens Antrag angenommen, der Nadelspitze aus Pag ebenso enthält wie Klöppelspitze aus Lepoglava und Aloe-Spitze aus Hvar. Das Material für diese Variante wird aus jungen Aloeblättern gewonnen.
Im gleichen Jahr wurden die zypriotischen Lefkaritiko in das Weltkulturerbe eingeschrieben. In diesen Arbeiten werden Hohlsaum, Schnittarbeiten, Satinstichfüllungen und Nadelspitzenkanten verbunden.
Ein Antrag Frankreichs wurde 2010 berücksichtigt, indem die „Handwerkskunst der Nadelspitze in Alençon“ anerkannt wurde.
2018 kam „Herstellung von Klöppelspitze aus Slowenien“ hinzu. In diesem Antrag wird die kreative und therapeutische Seite der Arbeit hervorgehoben.